# Joachim Ringelnatz

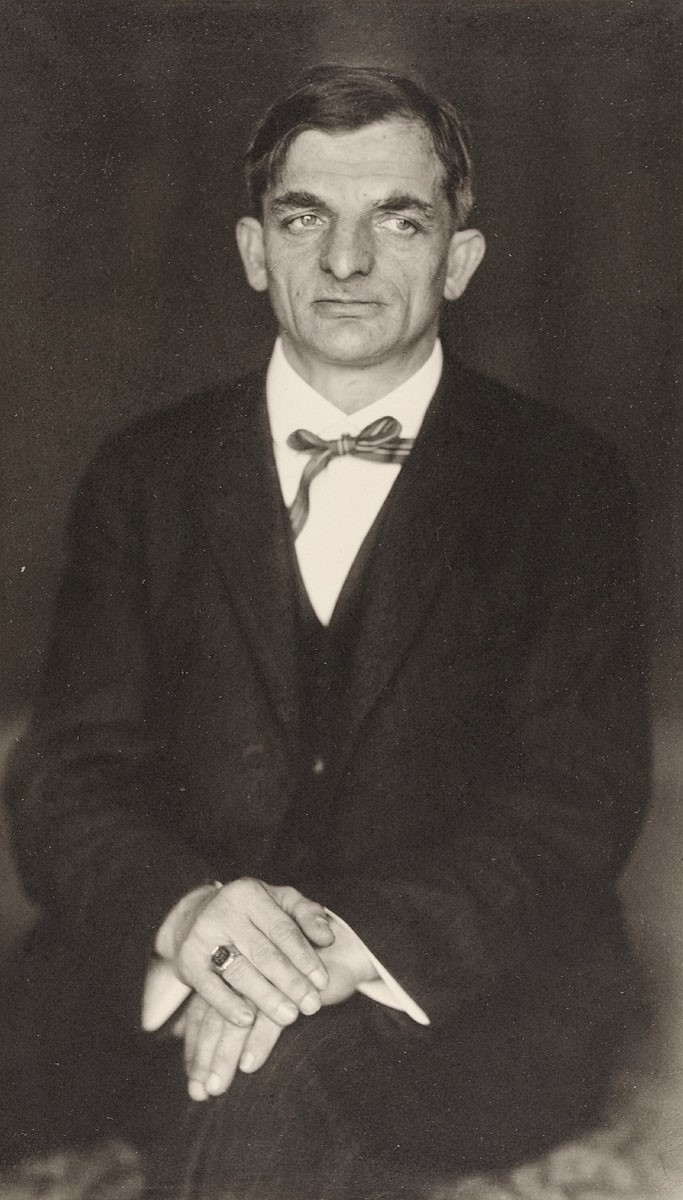
Joachim Ringelnatz (um 1930). Foto von Hugo Erfurth

Joachim Ringelnatz (* 7. August 1883 in Wurzen als Hans Gustav Bötticher; † 17. November 1934 in Berlin) war ein deutscher Schriftsteller, Kabarettist und Maler, der vor allem für humoristische Gedichte um die Kunstfigur Kuttel Daddeldu bekannt ist. Er wurde in der Zeit der Weimarer Republik viel gelesen und zählte Schauspieler wie Asta Nielsen und Paul Wegener zu seinen engen Freunden und Weggefährten. Sein witziges und geistreiches, teils skurriles und expressionistisches Werk wird auch heute noch geschätzt.

## Leben

### Kindheit und Jugend (1883–1901)

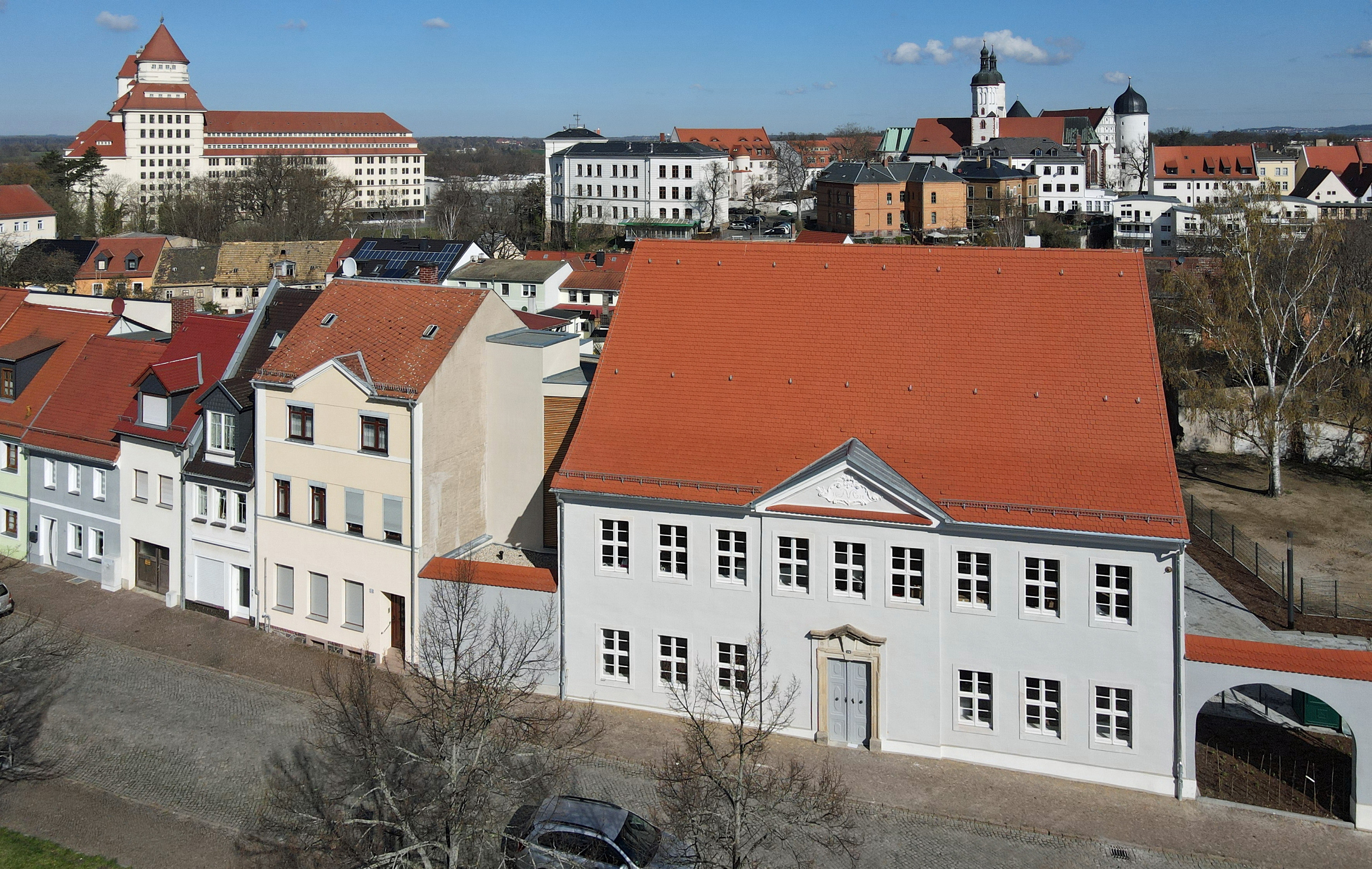
Das Geburtshaus von Joachim Ringelnatz (2023) in Wurzen

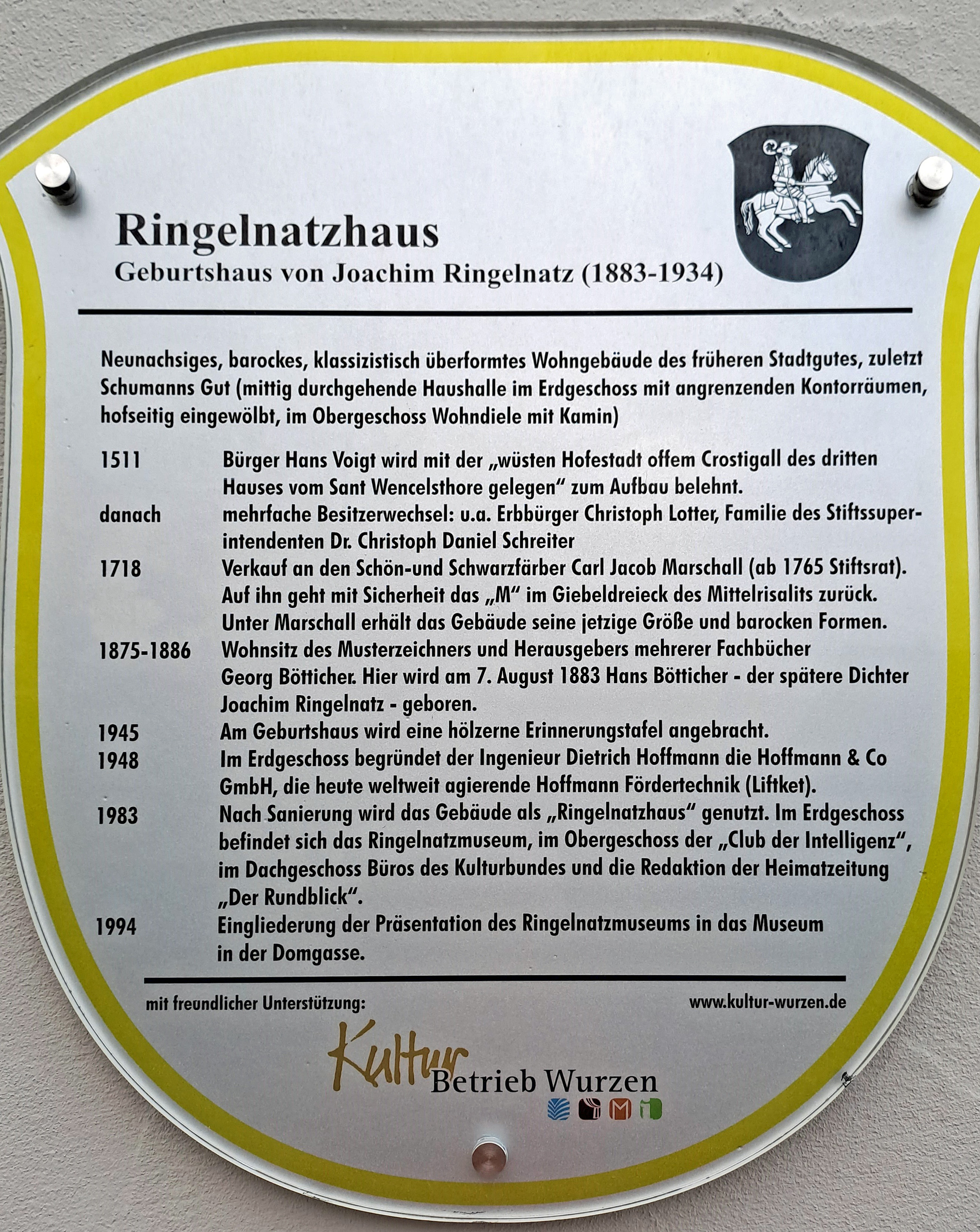
Infotafel am Geburtshaus von Joachim Ringelnatz

Joachim Ringelnatz wurde als jüngstes von drei Geschwistern in einem Wohn- und Geschäftshaus am Crostigall 14 in Wurzen bei Leipzig um „11 ¾ Uhr“ in einem Zimmer über dem Flur geboren, wie der Geburtsschein der Hebamme belegt. Seine Eltern waren beide künstlerisch tätig. Sein Vater Georg Bötticher, der einer thüringischen Gelehrtenfamilie entstammte, war ein Musterzeichner und später hauptberuflicher Verfasser von humoristischen Versen und Kinderbüchern. Er veröffentlichte vierzig Bücher, unter anderem in Reclams Universal-Bibliothek. Die Mutter Rosa Marie, Tochter eines Sägewerksbesitzers, zeichnete ebenfalls, entwarf Muster für Perlstickereien und stellte Puppenbekleidung her. Ringelnatz wuchs in bescheidenem Wohlstand auf: Die Familie beschäftigte zwei Dienstmädchen.
Georg Bötticher war der Sohn des Pfarrers Hans Adam Bötticher, der im März 1849 in Görmar bei Mühlhausen in Thüringen verstarb. Der Großvater Georg Böttichers mütterlicherseits war der Geheime Hofrat Professor Ferdinand Gotthelf Hand, der als Philologe und Musikwissenschaftler bekannt geworden ist. Hand hatte die weimarischen Prinzessinnen Augusta und Maria unterrichtet, einen Singverein geleitet und eine „Ästhetik der Tonkunst“ verfasst. Als junger Professor hatte er in Weimar noch unter Goethe amtiert.
Der Vater hatte in jeder Hinsicht auf Joachim Ringelnatz einen wesentlich größeren Einfluss als die Mutter. Der Junge eiferte in seinen ersten literarischen Produktionen eindeutig dem Vater nach und fühlte sich zeit seines Lebens durch den akademischen Hintergrund des Vaters und dessen weite Kontakte eingeschüchtert und herausgefordert. Der Vater korrespondierte mit Emanuel Geibel, Gustav Freytag, Conrad Ferdinand Meyer, Wilhelm Raabe und Adolph von Menzel, seine Werke wurden von Theodor Fontane als „anheimelnd“ gelobt. Politisch war Georg Bötticher deutlich interessierter als der eher unpolitische Sohn. Er feierte mit Freunden das Andenken Ferdinand Freiligraths, war ein glühender Verehrer Otto von Bismarcks und schrieb beißende Satiren auf das wilhelminische Zeitalter. Mit der Mutter hatte Ringelnatz größere Probleme als mit dem zu Nachsicht und Güte tendierenden Vater. An seine Verlobte Alma schrieb Ringelnatz 1914: „Mutterliebe fehlt uns beiden.“
1886 zog die Familie nach Leipzig um, wo der Vater Mitglied der Künstler- und Gelehrtenszene war. Von 1894 bis 1900 wohnte sie in der Gottschedstraße 40 (damals Poniatowskiplan 12). Ab 1900 widmete sich der Vater hauptberuflich seiner Schriftstellerei und gab seit 1901 Auerbachs Deutschen Kinderkalender heraus, in dem er Ringelnatz zu seinen ersten Veröffentlichungen verhalf: Ostermärchen und zwei Geschichten Vom Alten Fritz.

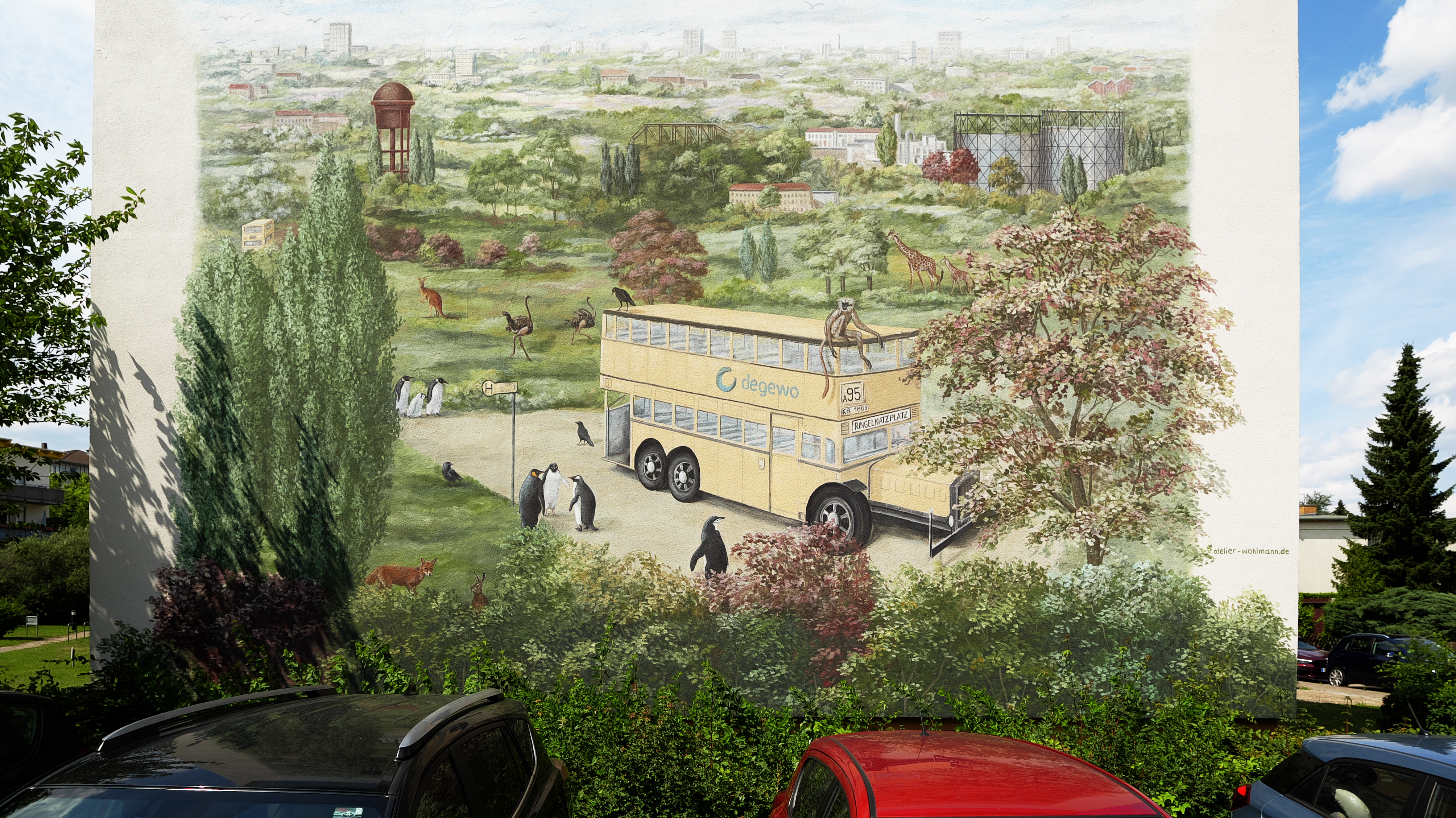
Wandbild an der Fassade des Wohngebäudes in der Ringelnatzstraße 22 in Berlin-Lichtenrade mit dem Ausflug der Tiere ins Grüne aus der Landpartie der Tiere

Die Schulzeit war schwer für Ringelnatz: Er sah in den Lehrern „respektfordernde Dunkelmenschen“ und wurde von den Mitschülern für sein ungewöhnliches Aussehen (eher weibliche Frisur, auffallend lange, spitze Nase, vordrängendes Kinn, kleine Statur) gehänselt. Auch später noch führte Ringelnatz viele Schwierigkeiten auf sein ausgefallenes Aussehen zurück: „Ich bin überzeugt, dass mein Gesicht mein Schicksal bestimmt. Hätte ich ein anderes Gesicht, wäre mein Leben ganz anders, jedenfalls ruhiger verlaufen.“ Der Junge flüchtete sich in Trotz, Rüpeleien und einsames Zeichnen und Schreiben. 1892 verfasste und illustrierte Joachim Ringelnatz sein frühestes erhaltenes Werk: die Landpartie der Tiere, ein Tier-Akrostichon im Stile Wilhelm Buschs.
Als Quintaner leistete sich Ringelnatz einen Streich zu viel: Während der Pause verließ er das Schulgelände des König-Albert-Gymnasiums, ging zu einer Völkerschau im neben der Schule gelegenen Zoo und ließ sich von einer Samoanerin auf den Unterarm tätowieren. In der Schule gab er überdies noch gegenüber seinem Lehrer mit dem Vorfall an. Die Reaktion war der Verweis vom Gymnasium. Es folgten Jahre auf einer Privat-Realschule. 1901 beendete Ringelnatz seine auch dort wenig erfolgreiche Schulzeit mit dem Einjährigen-Freiwilligen-Examen (Obersekundareife). Auf dem Abgangszeugnis des zweimaligen Sitzenbleibers vermerkte ein Lehrer, der Absolvent sei „ein Schulrüpel ersten Ranges“ gewesen.

### Seefahrerzeit und Wanderjahre (1901–1908)

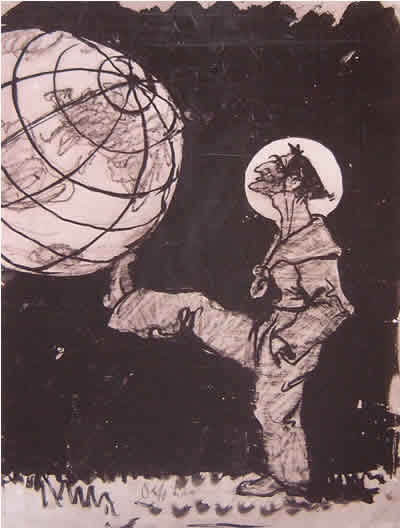
Kuttel Daddeldu ist eine karikaturistische Kunstfigur von Joachim Ringelnatz.

Ringelnatz hatte sich in den Kopf gesetzt, Seemann zu werden. Von April bis September 1901 arbeitete er als Schiffsjunge auf dem Segelschiff Elli. Seine Erfahrungen waren ernüchternd: Der sächselnde, kleingewachsene Ringelnatz wurde Zielscheibe von Beleidigungen (der Kapitän nannte ihn „Nasenkönig“), Schikanen und körperlicher Gewalt. In Britisch Honduras riss er aus, verirrte sich im Urwald und wurde endlich ergriffen, um auf der Rückfahrt noch mehr durchzumachen. Zurück in Hamburg war er arbeitslos und litt Hunger. Ende des Jahres war er Aushilfe in Malferteiners Schlangenbude auf dem Hamburger Dom (er half, die Riesenschlangen zu tragen).
Dies war nur einer der über dreißig Nebenberufe, die Ringelnatz während seiner Seemannszeit ausübte. Heuern als Leichtmatrose auf allen Weltmeeren wechselten immer wieder mit Phasen der Arbeitslosigkeit ab, so zum Beispiel in Hull, wo er obdachlos von Essensspenden lebte. In einem Seemannsheim half er schließlich als „Mädchen für alles“ aus, lebte in den Tag hinein und freute sich an Trinkgelagen mit seinen neuen Freunden. Nach einer Weile wurde er jedoch des Feierns überdrüssig und heuerte wieder auf Schiffen an, bis ihm 1903 die weitere Ausübung des Matrosenberufs wegen mangelnder Sehschärfe untersagt wurde. Dennoch absolvierte er noch die Qualifikationsfahrt für den Militärdienst bei der Marine und diente 1904 als Einjährig-Freiwilliger bei der Kaiserlichen Marine in Kiel.
Anfang 1905 trat er als unbezahlter Lehrling in eine Hamburger Dachpappenfirma ein, ließ sich aber zugleich an der Universität von Leipzig für das Fach Handelswissenschaften immatrikulieren. Zu seiner großen Enttäuschung bewirkte der Vater, der das Studium nicht finanzieren konnte oder wollte, beim Rektor, einem Freund, dass Ringelnatz’ Einschreibung rückgängig gemacht wurde. Andererseits verhalf der Vater seinem Sohn erneut zu einer Veröffentlichung in Auerbach’s Deutschem Kinderkalender (das Gedicht Untergang der Jeanette). 1905 malte er auch die ersten bekannten Ölbilder (Kriegsschiff und Dachpanorama).
1907 und 1908 arbeitete Ringelnatz als Kommis in Leipzig und Frankfurt am Main, doch war er noch nicht zu einem geregelten Alltag bereit. Geschminkt spielte er, der zeitlebens zu kindlichen Streichen neigte, der Bevölkerung von Eltville vor, der märchenhafte „Kalif von Bagdad“ sei zu Besuch. Kurze Zeit später brach er von einem Tag auf den anderen nach Hull auf, um seine alten Kumpane wiederzusehen. Das Geld für die Reise verdiente er sich als fahrender Sänger und Gelegenheitsarbeiter. Die Ankunft war eine große Enttäuschung: Die völlig heruntergekommenen Freunde erkannten ihn nicht mehr. Auf seiner nächsten Station Amsterdam forderten die Anstrengungen der Reise ihren Tribut: Vor Hunger entkräftet vegetierte Ringelnatz in einer Bodenkammer mit einer Kiste als Bett. Der deutsche Pfarrer von Amsterdam hielt Ringelnatz für einen Betrüger und ließ ihn ins Gefängnis stecken. Nach einigen Wochen wurde der Abenteurer nach Deutschland abgeschoben.
Er trat eine Stelle als Buchhalter in einem Münchner Reisebüro an, doch verlor er die Stelle, als sein Chef merkte, dass Ringelnatz mitnichten fünf fremde Sprachen beherrschte. In der anspruchslosen satirischen Wochenschrift Grobian veröffentlichte Ringelnatz Gedichte, Witze, Anekdoten und das Märchen Der ehrliche Seemann.

### Beginn der Laufbahn als Kabarettist und Schriftsteller (1909–1914)

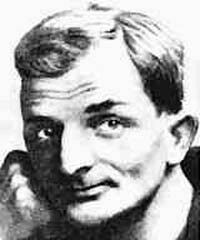
Joachim Ringelnatz, vor 1925

Ein entscheidendes Ereignis im Leben Joachim Ringelnatz’ war 1909 der Beginn seiner Auftritte in der Münchner Künstlerkneipe Simplicissimus. Rasch wurde der Unbekannte zum Hausdichter und damit quasi Angestellten der geschäftstüchtigen Wirtin Kathi Kobus und Freund und Kollege der dort auftretenden und verkehrenden Künstler wie Carl Georg von Maassen, Erich Mühsam, Frank Wedekind, Max Dauthendey, Julius Beck, Ludwig Thoma, Emmy Hennings, Roda Roda, Bruno Frank und Max Reinhardt. Die Auftritte waren jedoch sehr schlecht bezahlt. Ringelnatz hoffte mit Reklameversen und dem Tabakladen Tabakhaus Zum Hausdichter Geld verdienen zu können, doch das originelle Geschäft (geschmückt mit einem menschlichen Gerippe) machte nach einigen Monaten Pleite.
Unter verschiedenen Pseudonymen veröffentlichte Ringelnatz in der angesehenen satirischen Zeitschrift Simplicissimus Gedichte und den autobiographischen Essay Viellieber Freund. 1910 dann veröffentlichte er endlich seine ersten Bücher: zwei Kinderbücher und einen Band ernster Gedichte, den er seinem Vater widmete. In der Zeitschrift Die Jugend wurde seine Novelle Die wilde Miss von Ohio abgedruckt.
In der neuen Umgebung und durch die neuen Bekannten wurde sich Ringelnatz seiner mangelnden Bildung bewusst. So wurde er zwar in den burlesken Geheimbund Hermetische Gesellschaft aufgenommen, doch nur als „kleinerer mittlerer Seitenvater Appendix“, weil er die akademisch anspruchsvolle Aufnahmeprüfung nur ungenügend bestanden hatte. Er ließ sich daher privat von Baron Thilo von Seebach in Latein, Geschichte, Literaturgeschichte und anderen Fächern unterrichten, um den Abstand wettzumachen, und studierte Werke der Weltliteratur.
Ringelnatz’ Begeisterung für das Bohème-Leben war schnell aufgebraucht, zumal er sich von Kathi Kobus ausgenutzt fühlte: Sein Honorar betrug zuerst nur ein Bier, dann schließlich ein Bier und zwei Mark. 1911 floh er und reiste nach Tirol und Riga und verbrachte den Sommer in Kurland. Schnell war er wieder mittellos und verdiente sich etwas in Bordellen, wo er als Wahrsagerin verkleidet den Prostituierten die Zukunft vorhersagte. Auf einer Ausstellung in Friedrichstadt (Jaunjelgava) verkaufte er zwei Landschaftsbilder, doch blieb seine materielle Lage katastrophal: Den Winter verbrachte er unter härtesten Bedingungen (−13 Grad Celsius) in einem Strandhaus in Jūrmala. Im selben Jahr erschien der erste Band seiner autobiographischen Bücher (Was ein Schiffsjungen-Tagebuch erzählt).
1912 fand Ringelnatz Anstellung als Privatbibliothekar beim Grafen Heinrich Yorck von Wartenburg auf Schloss Klein-Öls, wo er vor allem den Nachlass Wilhelm Diltheys ordnete und in seiner Freizeit mit den Kindern des Grafen – darunter die später an der Vorbereitung des Attentats vom 20. Juli 1944 beteiligten Brüder Peter und Paul Yorck – spielte. Im folgenden Jahr arbeitete er erneut als Bibliothekar, diesmal beim Kammerherrn Börries Freiherr von Münchhausen-Moringen (1845–1931) in Hannover, dann war er Fremdenführer auf Burg Lauenstein und absolvierte schließlich einen Kurs als Schaufensterdekorateur. Er dekorierte ein einziges Schaufenster und das so unorthodox, dass er den Beruf sogleich wieder aufgab. Es war diese in den nicht zueinander passenden Berufen dokumentierte Ziellosigkeit, welche die Eltern von Alma Baumgarten (1893–1974), die er wegen ihrer Kurzsichtigkeit und ihres schwarzen Samtmantels Maulwurf nannte, veranlasste, ihre Zustimmung zu seiner Verlobung mit ihrer Tochter zu verweigern.
Seine Gedichtsammlung Die Schnupftabaksdose erschien, die einige seiner bis heute bekanntesten Verse enthält, und der Novellenband Ein jeder lebt’s. Doch Ringelnatz hatte kaum nennenswerte Einnahmen durch seine Schriftstellerei. 1910 bekam er für Kleine Wesen ein einmaliges Honorar von 200 Mark, für die Schnupftabaksdose kaum mehr. 1913 und 1914 wurden zudem alle seine Einsendungen an Zeitungen und Zeitschriften abgelehnt.

### Kriegs- und Nachkriegszeit (1914–1919)

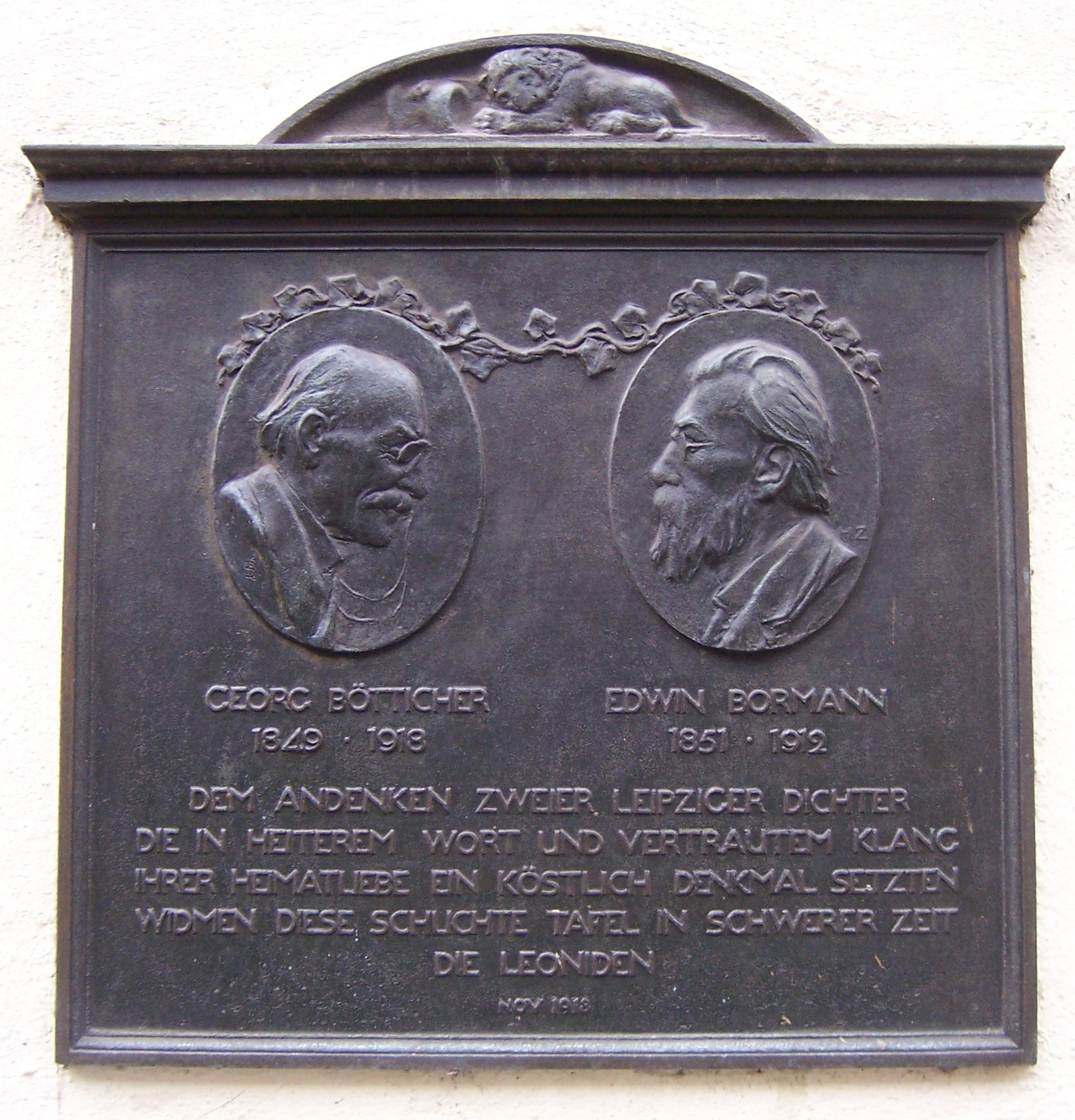
Gedenktafel am Alten Rathaus in Leipzig, gestiftet vom Künstlerverein Die Leoniden, dessen Gründungsmitglied Georg Bötticher war.

Direkt zu Kriegsbeginn meldete sich Ringelnatz freiwillig zur Marine. Wie die Mehrheit der deutschen Intellektuellen (etwa Arno Holz, Gerhart Hauptmann, Thomas Mann und Klabund) war er kriegsbegeistert: „Ich dachte an Kriegsromantik und Heldentod, und meine Brust war bis an den Rand mit Begeisterung und Abenteuerlust gefüllt.“ Zu seiner Enttäuschung durfte er nicht an Schlachten teilnehmen, obwohl er sich mehrfach freiwillig, einmal sogar in einem Brief direkt an Kaiser Wilhelm II., an die Front meldete. Zunächst diente er auf Sperrschiffen, dann freiwillig auf einem Minenlegeschiff – eine undankbare und gefährliche Arbeit. Nur unter großen Anstrengungen schaffte Ringelnatz den Aufstieg zum Reserveoffizier, da der Chef der Lehrkompanie den „Kröpel“ (niederdeutsch für Krüppel) nicht zur Beförderung zulassen wollte.
Allmählich ließ seine Begeisterung nach. Er schrieb in einem Brief: „Mir scheint der Krieg nur als eine komplizierte, mehr und mehr an Tragik zunehmende Abwickelung von Intrigen und Mächten aller Nationen.“
Ab 1917 war Ringelnatz zunächst Kommandant des Minensuchbootes "Fairplay VI", später dann Kommandant der Flugabwehrbatterie Seeheim in Sahlenburg bei Cuxhaven, wo er Muße hatte, sich einem Terrarium voller Schlangen und Eidechsen zu widmen. Seine Kriegsnovellensammlung Die Woge verbot die Zensur trotz allgemein kriegsbefürwortender Tendenz. Einige der Novellen publizierte Ringelnatz jedoch in diversen Zeitschriften.
1918 starb der geliebte Vater. An ihn erinnert eine Gedenktafel am Alten Rathaus in Leipzig, vor der Ringelnatz bei jedem Vorübergehen den Hut zog. Der Sohn, damals Marineleutnant, war in Berlin auf Urlaub. Er fälschte seinen Urlaubsschein nach Leipzig und eilte nach Hause. Er war tief erschüttert: „Ich konnte mir damals nicht vorstellen, dass ich einmal seinen Tod überwinden würde.“ 1924 folgte Rosa Marie Bötticher ihrem Mann.
Ringelnatz sympathisierte kurzzeitig mit der Novemberrevolution und wollte vor dem Arbeiter- und Soldatenrat sprechen, doch weigerte er sich, seine Offiziersmütze abzunehmen, und verlangte für seine Mitarbeit eine sofortige Beförderung in eine Führungsposition. Die Revolutionäre verzichteten auf seine Mithilfe. Ringelnatz zog sich beleidigt zurück und beendete ein kriegsbegeistertes Drama (Der Flieger), das aber ungedruckt blieb und von keinem Theater angenommen wurde, da es nicht mehr in die allgemeine Zeitstimmung passte. Zwei weitere Stücke (Die Bolschewisten. Kein ernstes Stück und Fäkalie) erlitten dasselbe Schicksal. Ringelnatz erlebte ein entbehrungsreiches erstes Nachkriegsjahr voller Kälte und Hunger, zudem erblindete er durch die Spätfolgen einer Schlägerei auf einem Auge.
Im Dezember 1919 verfasste er die ersten Gedichte unter dem Pseudonym Joachim Ringelnatz. Er selbst sagte, dieses Pseudonym habe keine Bedeutung, dennoch gibt es Theorien, dass der Nachname entweder auf die Ringelnatter verweist, „weil sie sich zu Wasser und zu Lande wohlfühlt,“ oder auf das von Seeleuten Ringelnass genannte Seepferdchen, das Ringelnatz oft zeichnete und dem er ein Gedicht widmete. Der Vorname Joachim wird mit Ringelnatz’ lebenslangem Gottvertrauen in Verbindung gebracht (der hebräische Name bedeutet „Gott richtet auf“).

### Kabarettist, Schriftsteller und Maler (1920–1932)

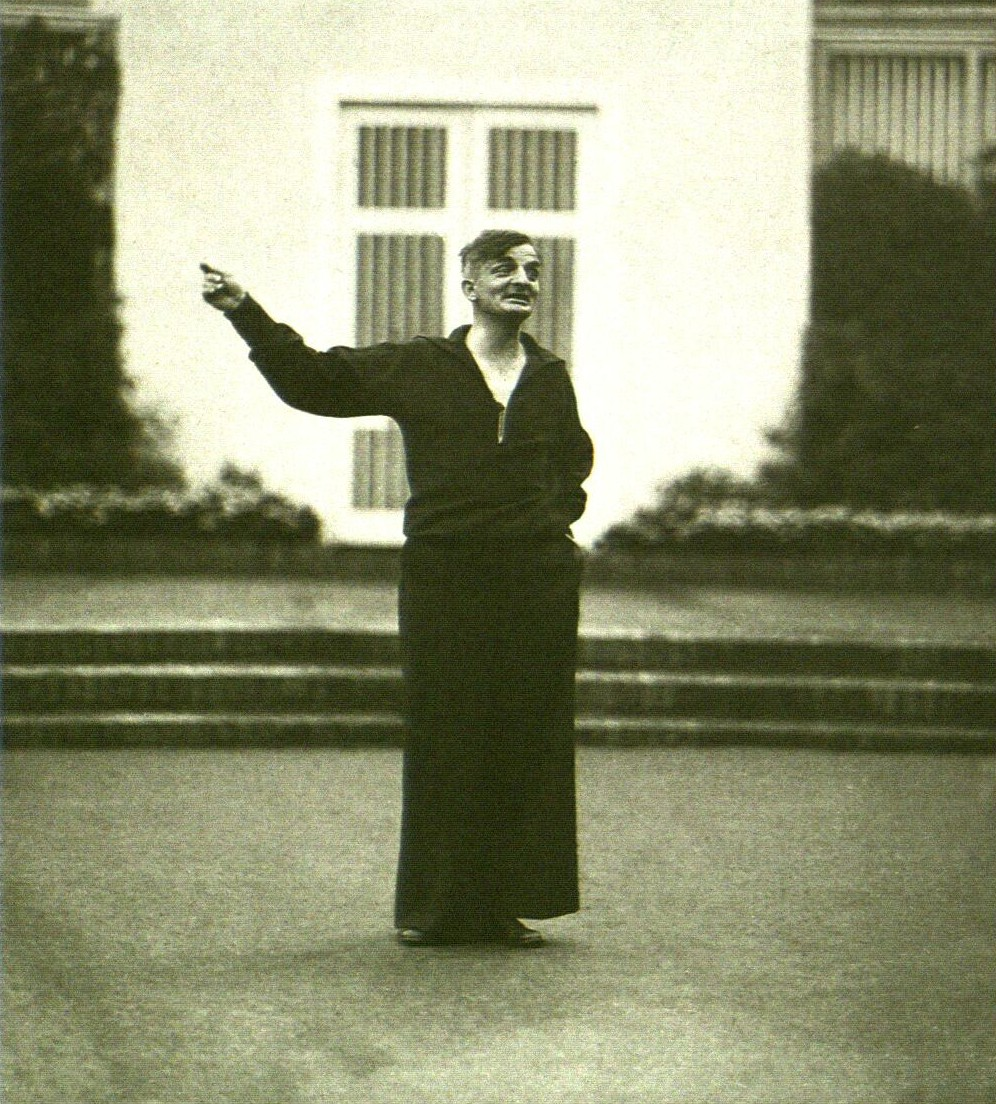
Joachim Ringelnatz bei einem Vortrag auf der Freilichtbühne Hellerau 1926, Fotografie von Genja Jonas

1920 heiratete Ringelnatz die fünfzehn Jahre jüngere Lehrerin Leonharda Pieper (1898–1977), die er Muschelkalk nannte. Dieser Kosename tauchte zum ersten Mal in einem Briefgedicht auf, in dem Ringelnatz die Verlobte „muschelverkalkte Perle“ nannte. Seine Frau wurde ihm zur unentbehrlichen Assistentin bei all seinen Publikationen. Die beiden zogen als Schwarzmieter in eine Münchner Wohnung. Zehn Jahre wohnten sie dort bis zu ihrem Umzug nach Berlin im Februar 1930. Von ihrer beider Angst vor Ausweisung aus der Wohnung legt Ringelnatz’ Gedicht „Angstgebet in Wohnungsnot“ (1923) Zeugnis ab. Das Paar war in ständiger Geldnot. Ringelnatz arbeitete schließlich aushilfsweise als Prüfer der Postüberwachungsstelle in München und trat wieder im Simplicissimus auf.
Ab Herbst 1920 hatte er erste erfolgreiche Auftritte im Berliner Kabarett Schall und Rauch. Damit begann sein Leben als reisender Vortragskünstler, das ihn mehrere Monate im Jahr auf Bühnen im gesamten deutschsprachigen Raum brachte. Als Mitglied der Internationalen Artisten-Loge gab er in Hotels als Berufsbezeichnung „Artist“ an. Ringelnatz, der stets im Matrosenanzug auftrat, wurde schnell bekannt und musste bald Aufträge ablehnen. 1925 reiste er für drei Wochen nach Paris, wo er die Bekanntschaft von Jean Cocteau und Jules Pascin machte, dessen späterer Freitod ihn erschütterte. Ein Aufenthalt in London 1928 enttäuschte ihn.

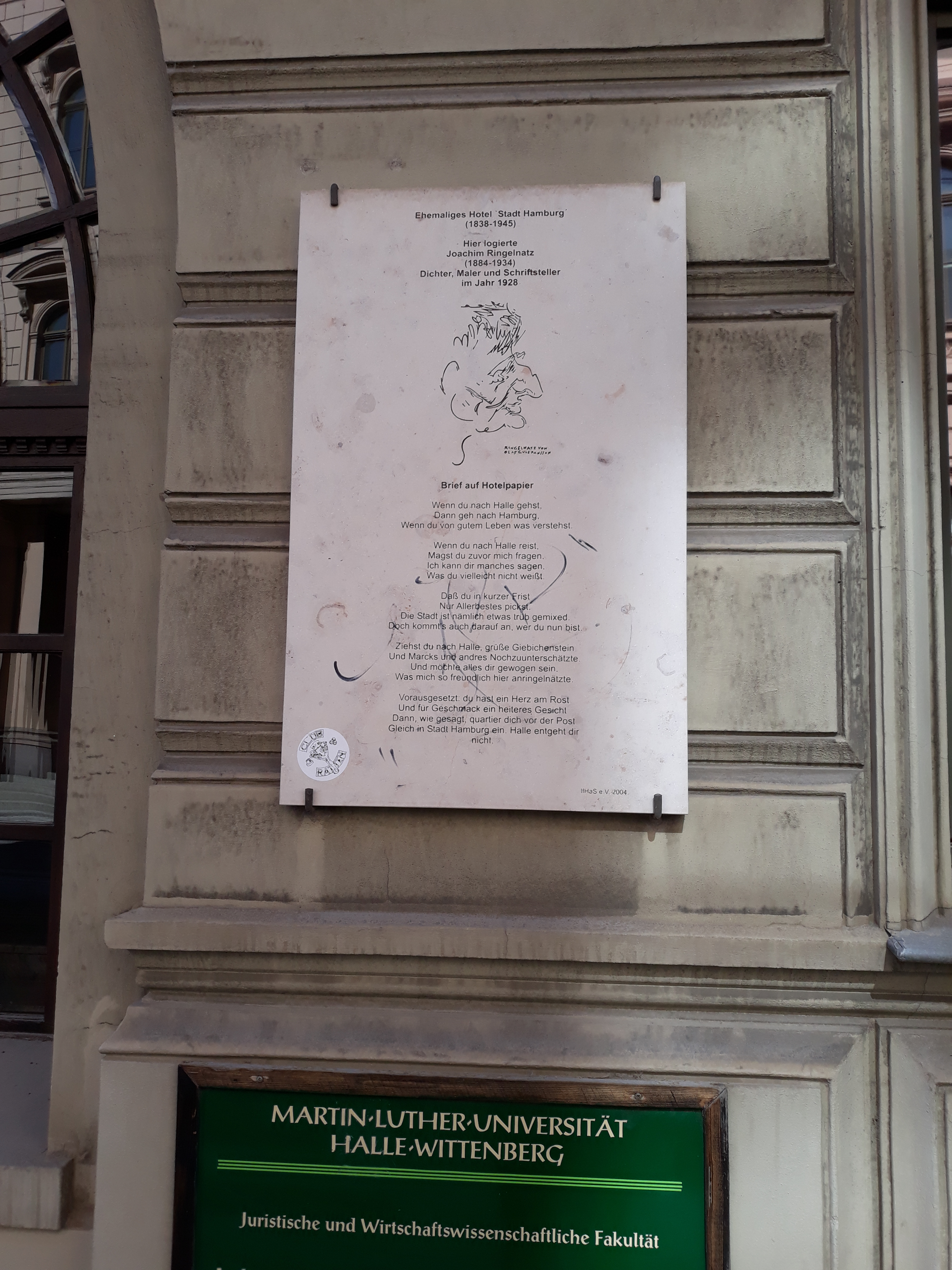
Gedenktafel für Joachim Ringelnatz, Große Steinstraße, Halle (Saale)

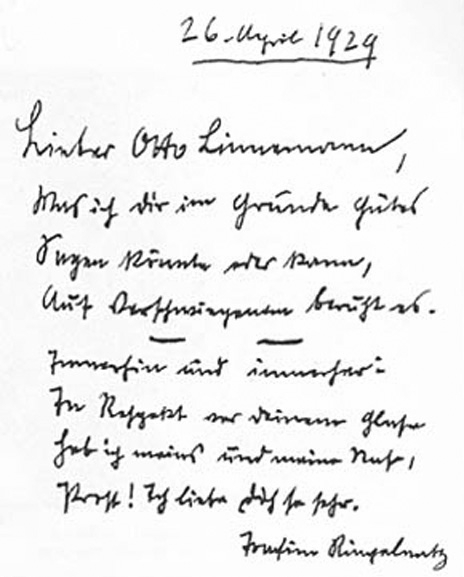
Handschriftnotiz an Otto Linnemann von 1929

Filmprojekte zerschlugen sich oder waren enttäuschend erfolglos. Es wurden jedoch 16 Schallplattenaufnahmen realisiert und ab 1927 hatte Ringelnatz Auftritte im Rundfunk. Es erschienen seine beiden erfolgreichsten Gedichtsammlungen: Kuttel Daddeldu oder das schlüpfrige Leid und Turngedichte beim Verleger Alfred Richard Meyer alias Munkepunke in Berlin-Wilmersdorf. Ringelnatz veröffentlichte nun fast jedes Jahr Bücher, mit mehr oder weniger großem Erfolg. Die Notwendigkeit sparsam zu leben, blieb jedoch. Ringelnatz und seine Frau konnten nie finanziell sorgenfrei leben. Das zum Überleben nötige ständige Reisen wurde für Ringelnatz, der lebenslang gesundheitlich gefährdet war, zunehmend strapaziös. Er entwickelte allerdings eine große Liebe für das Fliegen (er war jedoch kein Pilot, wie öfter geschrieben wird).

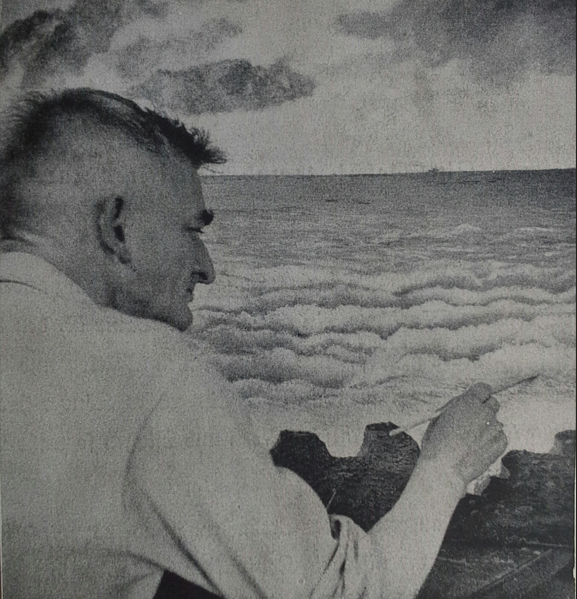
Ringelnatz beim Malen; nicht identifizierte zeitgenössische Quelle.

Er widmete sich intensiv der Malerei, vor allem der in Aquarell- und Deckfarben. 1923 hatte er seine erste erfolgreiche Auktion in der Galerie Flechtheim, geleitet von Carl Einstein. Weitere Ausstellungen im In- und Ausland folgten. 1925 wurden die Bilder des Autodidakten auf der Ausstellung der Akademie der Künste ausgestellt, zwei Gemälde wurden verkauft.
Ringelnatz zog es aus München fort, er fühlte sich von der dortigen Presse schlecht behandelt und versprach sich von Berlin größere berufliche Möglichkeiten. Etabliert war er bereits in Berliner Kabarett- und Künstlerkreisen: Zu seinen Freunden und Bekannten zählten nun Renée Sintenis, Karl Hofer, Kurt Tucholsky, Claire Waldoff, Otto Dix, Otto Linnemann und Alfred Flechtheim. 1929 mietete er eine Wohnung in Berlin, ab 1930 lebte Ringelnatz nur noch dort. 1932 gastierte er zum letzten Mal im Simplicissimus. Im selben Jahr ging er als Schauspieler in seinem eigenen Stück Die Flasche mit einem Ensemble des Stadttheaters Nordhausen auf Gastspielreise durch Deutschland.
In seiner Berliner Zeit war er auch Mitglied des Berliner Fußballvereins Hertha BSC. Er traf sich regelmäßig mit dem Kapitän von Herthas Meistermannschaft Johannes „Hanne“ Sobek und Hans Albers in der Westendklause am Steubenplatz, wo er mit ihnen trank und dichtete. Zu dieser Zeit war er auch als Werbetexter der Textilindustrie für die Chemnitzer Marke „Venus“ tätig.
Siehe auch: Corps Palatia (1927)

### Auftrittsverbote, Krankheit und Tod (1933–1934)

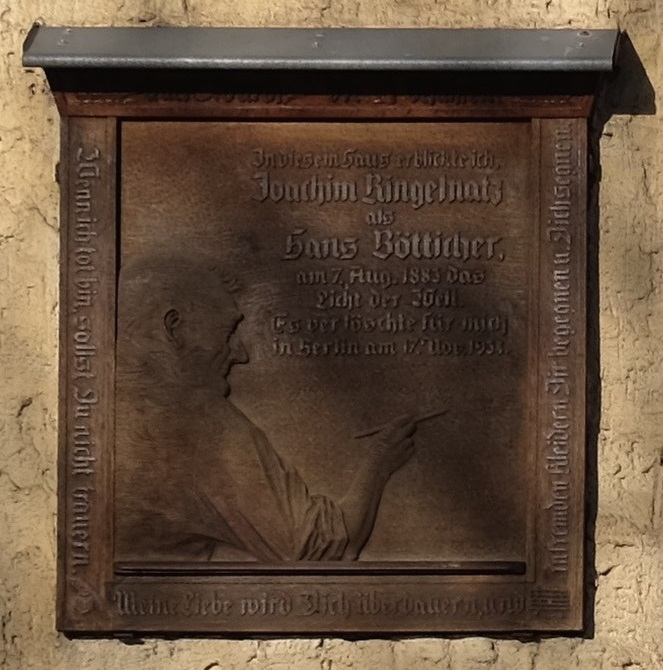
Holzschnitt-Tafel am Ringelnatz-Geburtshaus von 1945.

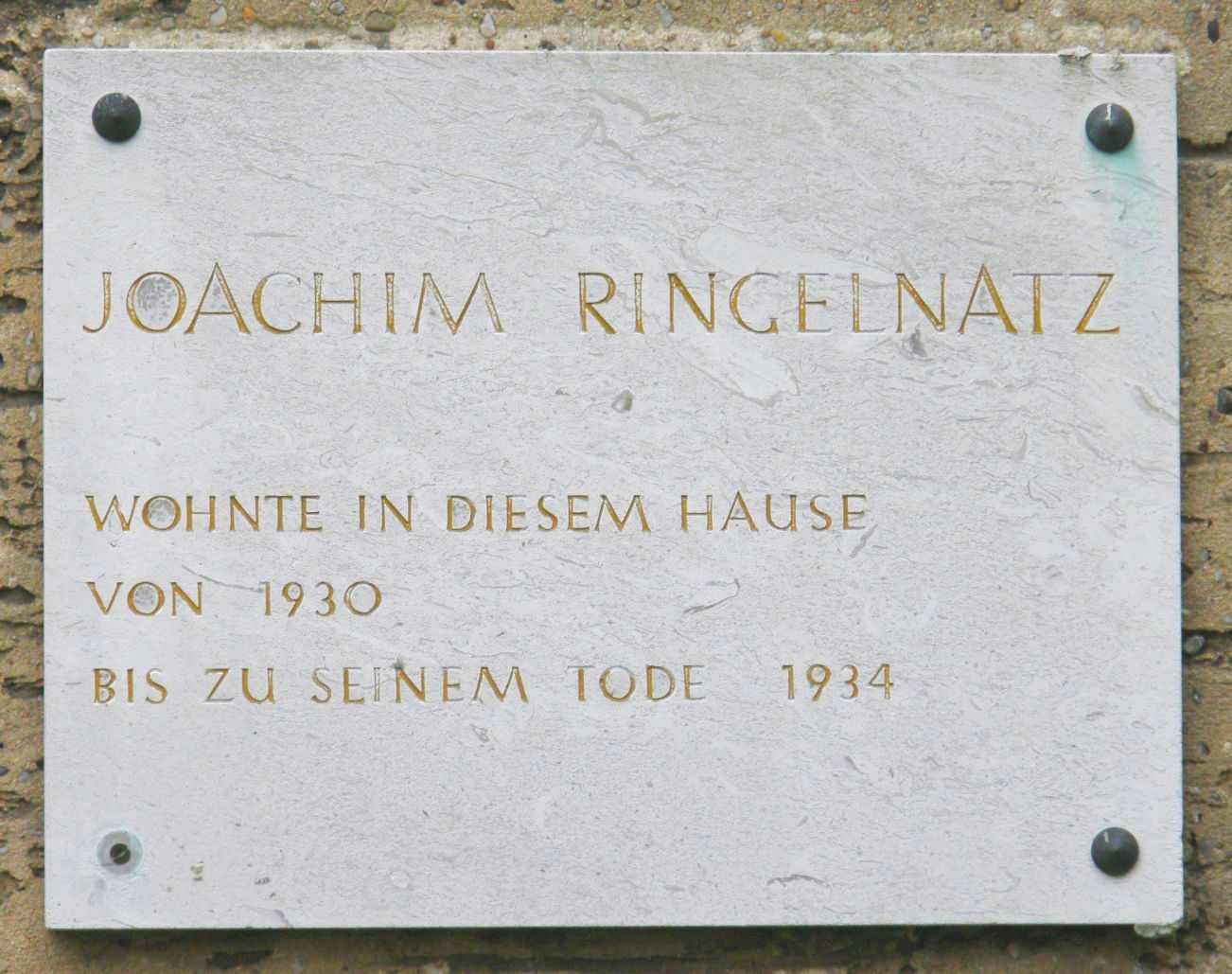
Gedenktafel am Haus Brixplatz 11

Ringelnatz hatte den Aufstieg der NSDAP allzu lange nicht ernst genommen. Noch 1930 schrieb er in einem Brief: „Der Hitler-Rummel lässt mich kalt.“ 1933 erteilten die an die Macht gekommenen Nationalsozialisten Ringelnatz Auftrittsverbote in Hamburg und München. In Dresden wurde er sogar von der Bühne geholt. Die meisten seiner Bücher wurden beschlagnahmt oder verbrannt.
Ringelnatz und seine Frau verarmten, weil die Bühnenauftritte die Haupteinnahmequelle des Paares gewesen waren. Erste Symptome der Tuberkulose, an der Ringelnatz letztlich starb, traten auf. Ein letztes glückliches Ereignis war die Feier zu seinem 50. Geburtstag, auf der seine langjährigen Freunde Asta Nielsen und Paul Wegener und sein Verleger (ab 1927) Ernst Rowohlt Reden hielten.

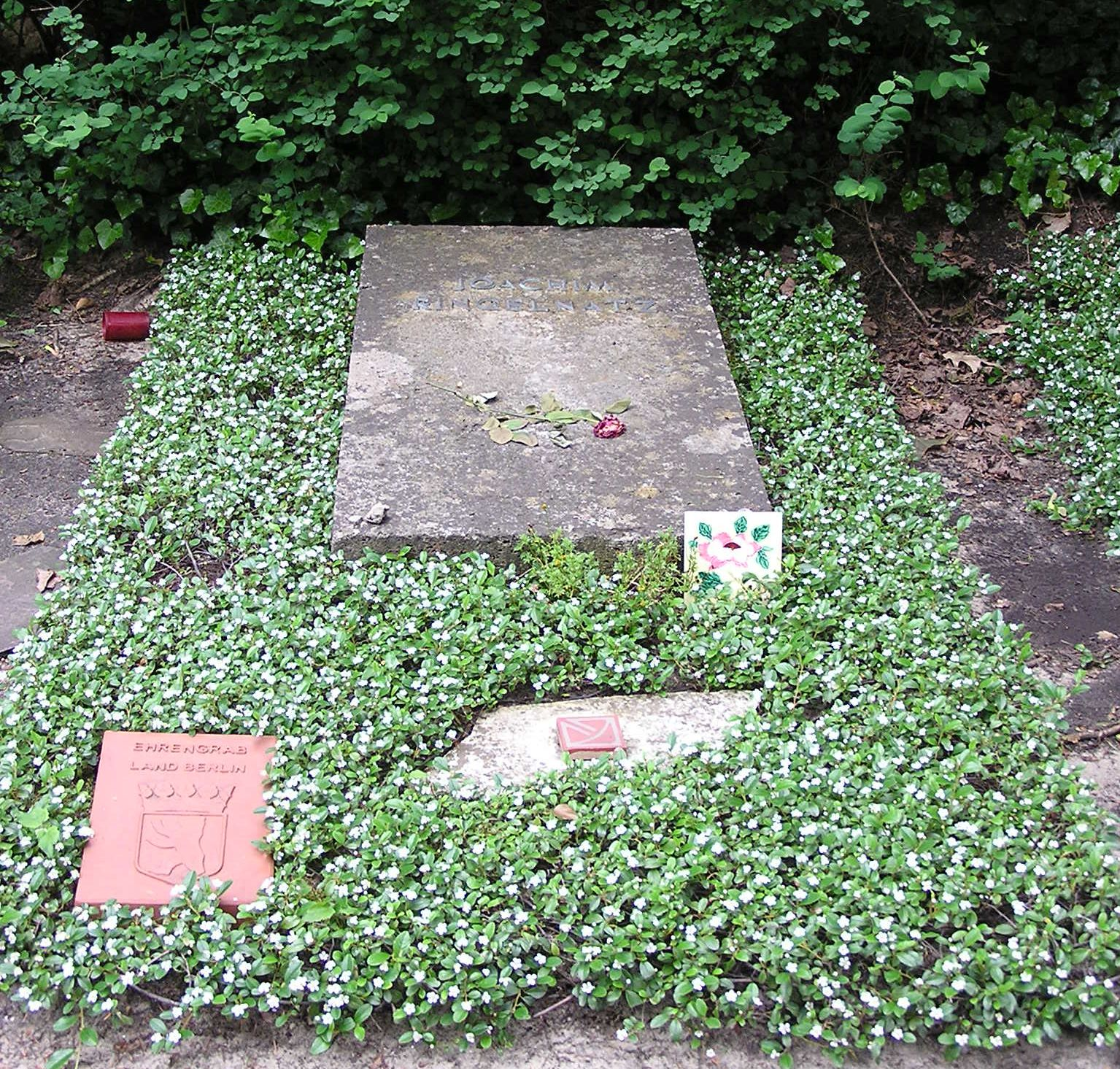
Das Ehrengrab von Joachim Ringelnatz auf dem Waldfriedhof Heerstraße in Berlin-Westend

1934 konnte Ringelnatz, der unter großen Schwierigkeiten einen Pass erhalten hatte, noch Gastspiele in Basel und Zürich absolvieren, dann brach seine Krankheit endgültig aus. Freunde halfen dem nun fast völlig mittellosen Paar durch öffentliche Aufrufe und private Spendenaktionen, die Sanatoriumsaufenthalte zu bezahlen. Ringelnatz begann noch ein Prosawerk (Der letzte Roman), das nur noch als Fragment aus dem Nachlass erschien. Seine Tagebuchaufzeichnungen aus dem Tuberkulosekrankenhaus Waldhaus Charlottenburg, seit 1964 Hellmuth-Ulrici-Klinik, erschienen ebenfalls posthum. Am 3. Oktober wurde er auf eigenen Wunsch entlassen.
Joachim Ringelnatz starb am 17. November 1934 im Alter von 51 Jahren in seiner Wohnung am Sachsenplatz (heute Brixplatz). Beigesetzt wurde er am 20. November auf dem Berliner Waldfriedhof Heerstraße. Neun Personen begleiteten den Sarg; man spielte sein Lieblingslied La Paloma. Auf der erhaltenen, einfach gestalteten Grabstätte (Grablage: 12-D-21) liegt eine Grabplatte aus Muschelkalk, deren Inschrift in Bronzelettern Renée Sintenis entwarf. Laut seiner testamentarischen Verfügung durfte sein Tod erst nach seiner Einäscherung bekanntgegeben werden.

## Nachleben und Ehrungen
Bereits 1917 erhielt Ringelnatz vom Hamburger Senat das Hanseatenkreuz.
Noch vor 1945 konnten, trotz Zensur, der Nachlass und einzelne, privat herausgegebene Sammlungen veröffentlicht werden. Seit 1945 ist Ringelnatz’ Ruhm als Lyriker, und da nicht nur als Verfasser humoristischer Verse, stetig gewachsen. Zahlreiche Nachdrucke seiner Werke erschienen, Vertonungen wurden produziert, bekannte Schauspieler wie Otto Sander reisten und reisen mit Ringelnatz-Programmen durch den deutschsprachigen Raum.

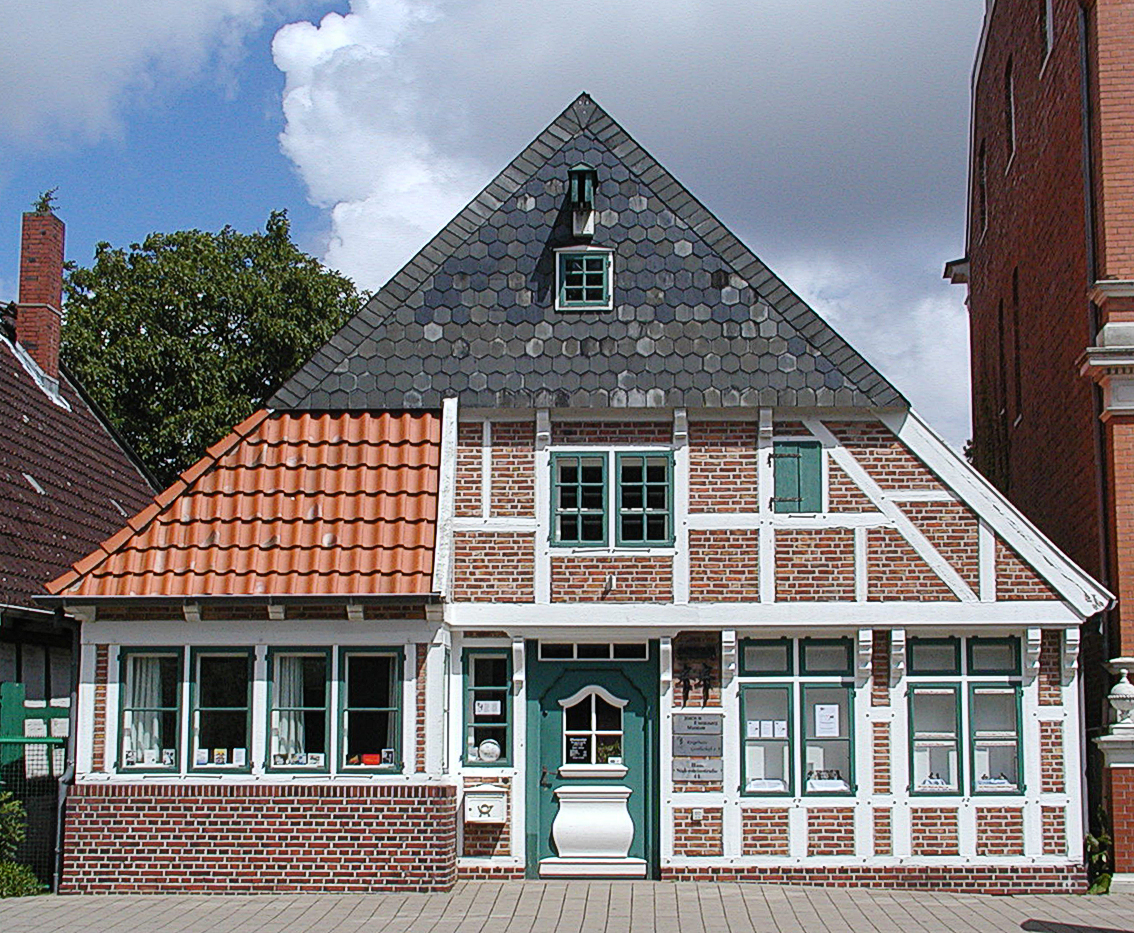
Joachim-Ringelnatz-Museum, Cuxhaven

Bereits 1945 wurde im Beisein von Ringelnatz’ Schwester Ottilie Mitter am Geburtshaus in Wurzen eine Holzschnitttafel angebracht. 1948 eröffnete das Städtische Museum Wurzen eine ständige Ringelnatz-Sammlung. Zum 100. Geburtstag wurde das restaurierte Geburtshaus des Dichters in Ringelnatzhaus umbenannt. Im Jahr 1992 gründete sich in Ringelnatz’ Geburtsstadt zudem der Joachim-Ringelnatz-Verein. Er fördert die Bekanntmachung von Leben und Werk des Hans Gustav Bötticher alias Joachim Ringelnatz in der Öffentlichkeit im gesamten deutschsprachigen Raum. Von 1986 bis 1991 wurde von der Stadt Cuxhaven in zweijährlichem Turnus der mit 10.000 DM dotierte Joachim-Ringelnatz-Preis für Lyrik vergeben (entspricht heute ungefähr 9.800 EUR). Ab 2001 wurde der Preis neubelebt. Im selben Jahr gründete sich die Joachim-Ringelnatz-Stiftung, die Verwaltung und Betreuung des Nachlasses übernahm und 2002 das Cuxhavener Joachim-Ringelnatz-Museum eröffnete. Seit 2004 gibt es zudem die bundesweite Ringelnatz-Gesellschaft, die mit der Stiftung kooperiert.
1953 wurde der Katalog zur Wanderausstellung Ringelnatz als Maler der Galerie Springer Berlin veröffentlicht. 1961 erschien die erste Monographie über Ringelnatz als bildenden Künstler (Verfasser: Werner Schumann). 1959 veröffentlichten Werner Kayser und Hans Peter de Courdres die erste Ringelnatz-Bibliographie. Die erste umfassende, von einem wissenschaftlichen Katalog begleitete Ausstellung seiner bildkünstlerischen Werke wurde ab 2000 unter dem Titel „Ringelnatz! Ein Dichter malt seine Welt“ unter anderem in Göttingen, Wurzen und Cuxhaven gezeigt. Zum 100-jährigen Bestehen der Hellmuth-Ulrici-Klinik, in der Ringelnatz seine letzten Lebensmonate verbracht hatte, griff der Historiker Stefan Wolter die posthum erschienenen Tagebuchnotizen des Dichters auf, um seine Geschichte des Hoffens und Bangens in den in Vergessenheit geratenen authentischen Räumen wieder transparent und erlebbar zu machen.
Auf Beschluss des Berliner Senats ist die letzte Ruhestätte von Joachim Ringelnatz auf dem Waldfriedhof Heerstraße seit 1984 als Ehrengrab des Landes Berlin gewidmet. Die Widmung wurde 2005 um die übliche Frist von zwanzig Jahren verlängert.

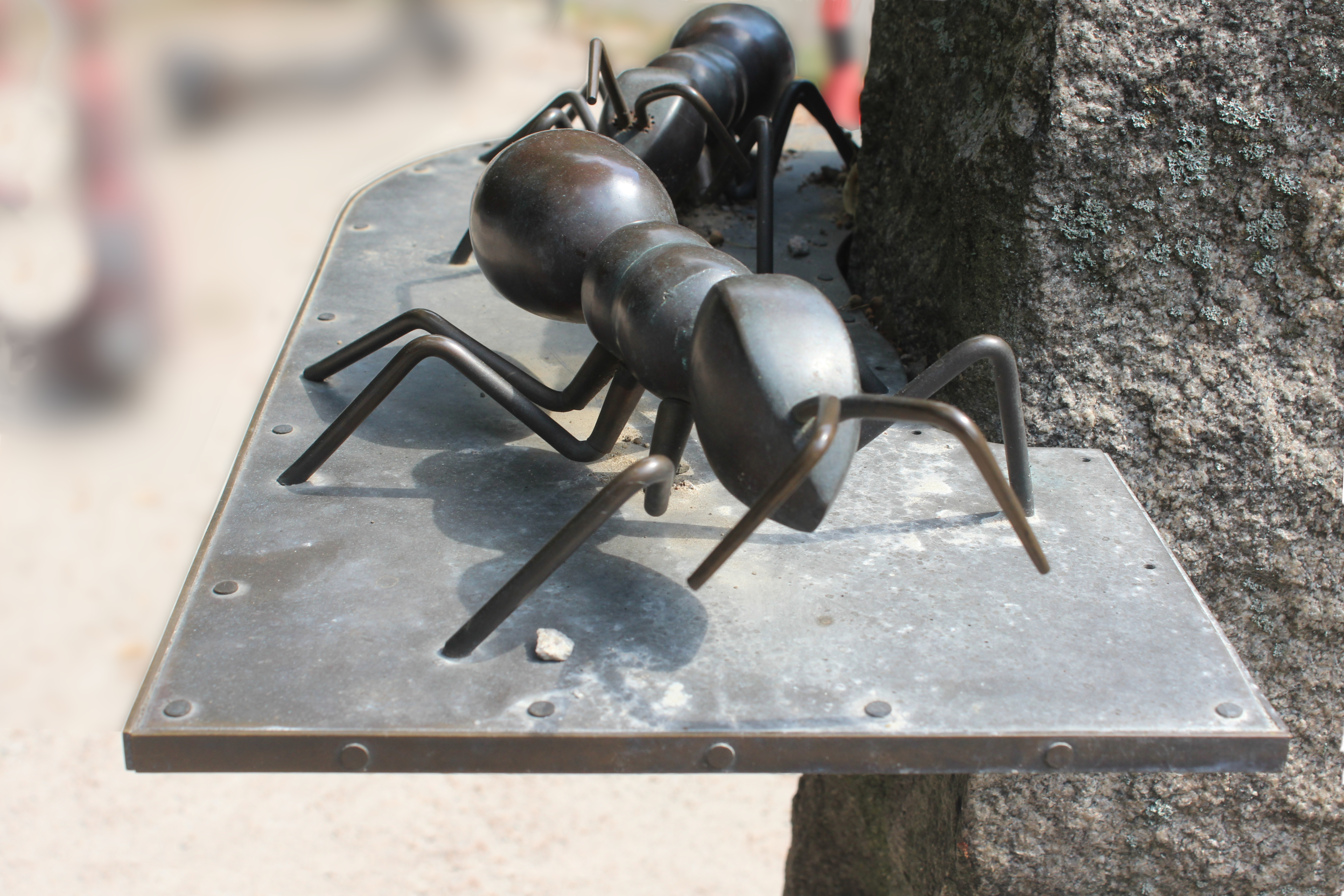
Peter Schröder: Die Ameisen. (2014)

Im Jahr 2014 wurde in Hamburg eine Skulptur des norddeutschen Bildhauers Peter Schröder aufgestellt, die den beiden Titelfiguren des Gedichts Die Ameisen von Joachim Ringelnatz gewidmet ist. Die Skulptur trägt im Sockel das eingravierte Gedicht, das erstmals 1912 veröffentlicht wurde, und befindet sich an der Ecke Liebermannstraße / Elbchaussee (Lage).
Mehrere Straßen wurden nach Ringelnatz benannt, darunter zwei in Berliner Bezirken (die Joachim-Ringelnatz-Straße im Marzahn-Hellersdorfer Ortsteil Biesdorf und die Ringelnatzstraße in Tempelhof-Schöneberg im Ortsteil Lichtenrade). Auch in Cuxhaven, Köln-Rodenkirchen, Schweinfurt, Hannover-Herrenhausen und Wiesbaden-Schierstein gibt es Ringelnatz-Straßen. In Hamburg-Othmarschen gibt es seit 1969 eine Ringelnatztreppe. Die Stadt Steinfurt beschloss im September 2012 die dort gelegene Stehrstraße – aufgrund der NS-Vergangenheit des Namensgebers Hermann Stehr – in Ringelnatzstraße umzubenennen. Seine Geburtsstadt Wurzen erfüllte dem Dichter zu seinem 125. Geburtstag den (in seinem Gedicht „Ehrgeiz“ geäußerten) Wunsch, man möge nach seinem Tode ein Gässchen nach ihm benennen. Das Ringelnatzgässchen zeigt sich so, wie es sich Ringelnatz ausdrücklich wünschte:
Ehrgeiz

Ich habe meinen Soldaten aus Blei

Als Kind Verdienstkreuzchen eingeritzt.

Mir selber ging alle Ehre vorbei,

Bis auf zwei Orden, die jeder besitzt.

Und ich pfeife durchaus nicht auf Ehre.

Im Gegenteil. Mein Ideal wäre,

Daß man nach meinem Tod (grano salis)

Ein Gäßchen nach mir benennt, ein ganz schmales

Und krummes Gäßchen, mit niedrigen Türchen,

Mit steilen Treppchen und feilen Hürchen,

Mit Schatten und schiefen Fensterluken.

Dort würde ich spuken.

85-Cent-Sondermarke der Bundesrepublik Deutschland (2008) zum 125. Geburtstag Ringelnatz’

Zum 125. Geburtstag des Dichters am 7. August 2008 gab die Deutsche Post eine Sonderbriefmarke im Wert von 0,85 € heraus. Das Postwertzeichen zeigt den Scherenschnitt ‚Ringelnatz‘ von Ernst Moritz Engert und das Gedicht: Ein männlicher Briefmark erlebte was Schönes, bevor er klebte. Die Vorstellung der Briefmarke durch das Bundesministerium der Finanzen fand im Cuxhavener Joachim-Ringelnatz-Museum statt. Ein sogenannter Handwerbestempel-Abdruck der Deutschen Post mit der Stempelnummer 12/232 wurde am Ausgabetag im Geburtsort des Dichters im Museum in Wurzen, Domgasse 2, angeboten. Danach sind Stempelungen nur noch durch das Philateliezentrum Weiden in der Oberpfalz möglich. Weiterhin gab die Deutsche Post AG zum 7. August 2008 als Sonderausgabe ein Joachim-Ringelnatz-Buch mit dem Titel Bist du schon auf der Sonne gewesen (Art.-Nr. 000758) heraus, das einen 4er-Block der genannten Sonderbriefmarke mit dem Berliner Erstausgabetag-Stempel enthält. Bereits zum 100. Geburtstag war eine 50-Pf-Sonderbriefmarke (Mi-Nr. 701) von der Bundespost Berlin ausgegeben worden.

## Darstellung Ringelnatz’ in der bildenden Kunst
- Renèe Sintenis: Der Dichter Joachim Ringelnatz (Porträtbüste, Bronze, Höhe 31,5 cm, 1921; eins von acht Exemplaren in der Nationalgalerie Berlin)[41]

## Schriftstellerisches Werk

### Lyrik

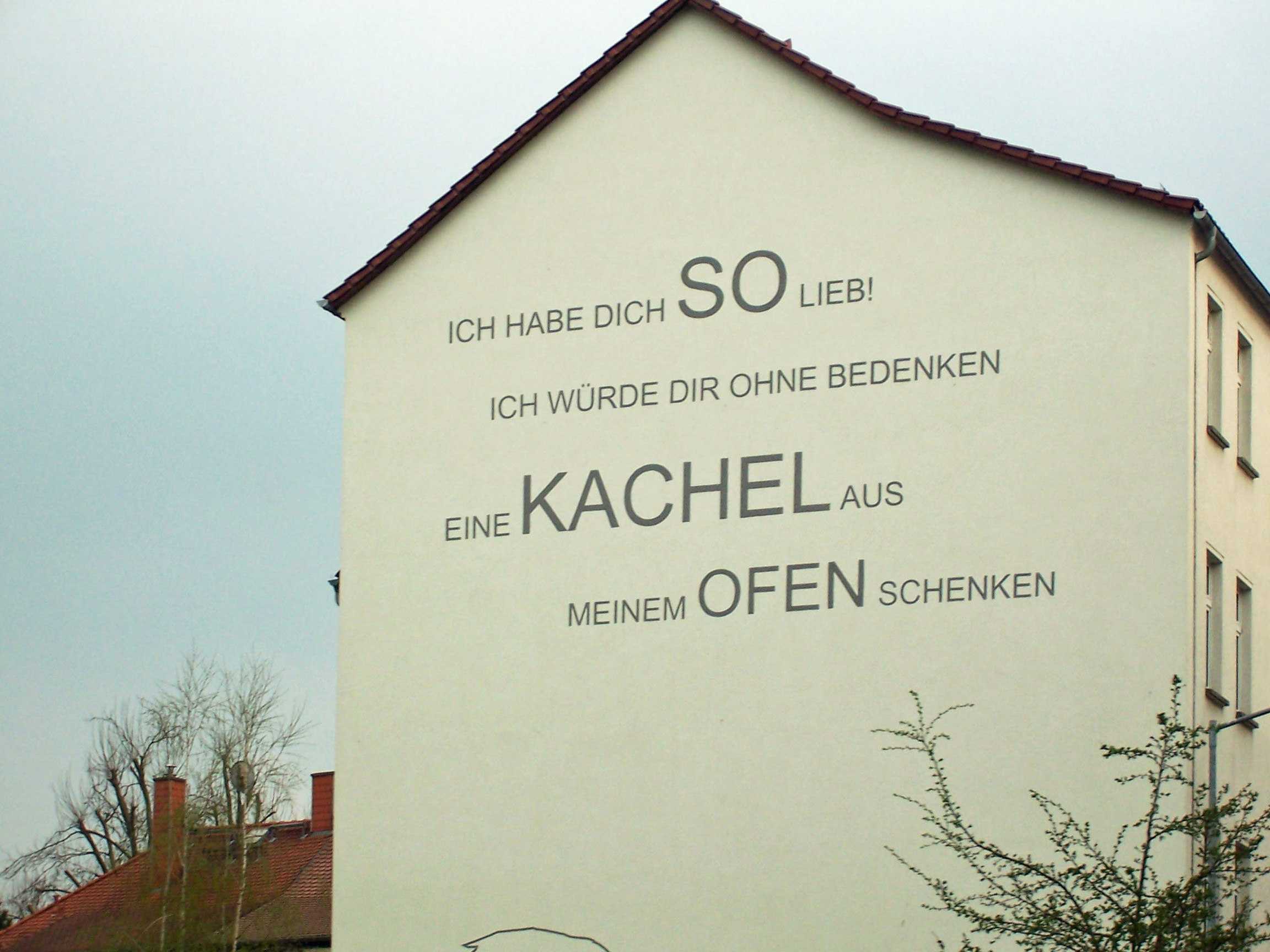
Beginn des Gedichtes Ich hab dich so lieb an einer Hauswand in Wurzen

Joachim Ringelnatz’ erster Gedichtband für Erwachsene, Gedichte (1910), wurde von ihm selbst im Rückblick kritisch gesehen: „Gedichte, wie sie von Tausenden junger Schwärmer gedichtet werden“. Es sind ernste, sentimentale Gedichte in der Tradition der Romantik, besonders Heinrich Heines.
In seiner zwei Jahre später erscheinenden Sammlung Die Schnupftabaksdose ist der Ton völlig verändert: Ringelnatz schreibt groteske Unsinnspoesie. Einige der Gedichte gehören zu seinen bis heute bekanntesten: Die Schnupftabaksdose, Ein männlicher Briefmark erlebte, Die Ameisen und Logik. In den meist kurzen, durchgehend gereimten Gedichten werden Dinge belebt (Briefmarken, Knöpfe, Gläser) und können Tiere wie in der Fabel sprechen (Ameisen, Quallen, Elefanten). Bereits den zeitgenössischen Rezensenten fiel die Ähnlichkeit mit den Gedichten Christian Morgensterns auf. Ringelnatz beteuerte, bei der Niederschrift seiner Verse die Lyrik Morgensterns noch nicht gekannt zu haben. Bereits hier verwendet Ringelnatz eine lakonische, ungekünstelte Alltagssprache; diesen Stil wird er bis zum Ende beibehalten.

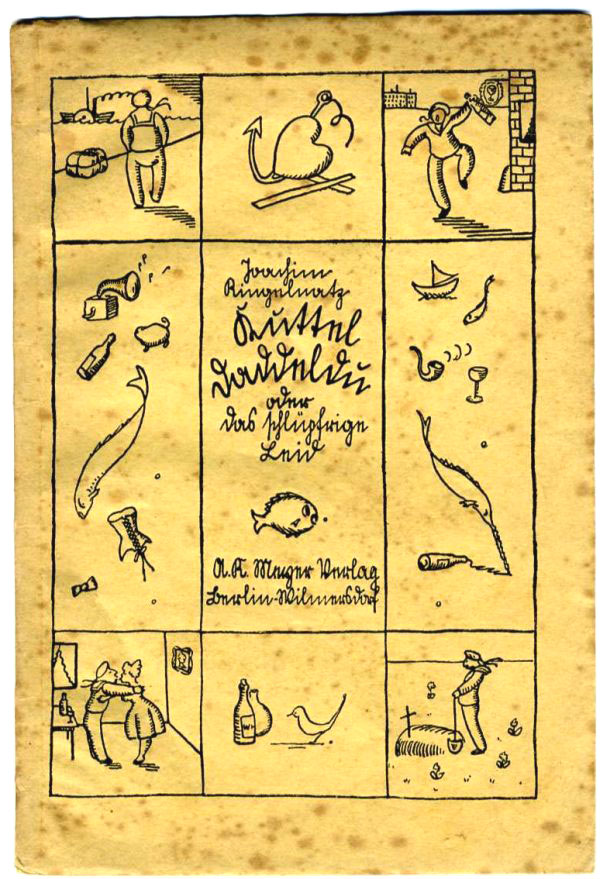
Titelblatt einer frühen Ausgabe von Kuttel Daddeldu, 1920

1920 veröffentlichte Ringelnatz seine bedeutendsten Gedichtsammlungen: Joachim Ringelnatzens Turngedichte und Kuttel Daddeldu oder das schlüpfrige Leid. Die Turngedichte, die tatsächlich hauptsächlich das Thema Sport behandeln (Turnen mit und ohne Geräte, Ringen, Laufen, Fußball, Boxen), parodieren und karikieren in virtuos gehandhabten Versen in verschiedensten Reimformen und Versmaßen, mit Neologismen und absichtlich falsch angewandter Grammatik die ideologisch-völkische Ausrichtung des Sports nach Turnvater Jahn. Die ironischen Gedichte wurden (auch dank eines anscheinend ernsten Vorwortes) von der „Monatsschrift für Turnen, Sport und Spiel“ für bare Münze genommen und scharf verurteilt: „Vor dem Ankauf des anmaßlichen Machwerks sei gewarnt.“
In Kuttel Daddeldu oder das schlüpfrige Leid und dem folgenden Lyrikband Die gebatikte Schusterpastete stellte Ringelnatz die Figur Kuttel Daddeldus vor: In langen Erzählgedichten mit sehr frei gehandhabtem Vers werden die haarsträubenden Abenteuer dieses Seemanns präsentiert, der keine Manieren hat, ungehemmt seinen obszönen Augenblicksgelüsten nachgibt, ständiger Bordellgast ist und wahllos Gewalt anwendet. Die Kuttel-Daddeldu-Texte wurden große Erfolge, auch weil sie zu Ringelnatz’ ständigem Kabarettrepertoire gehörten.
Die folgenden Gedichtbände entfernen sich immer mehr von der grotesken, anarchistischen Unsinnspoesie der ersten Bücher. Ringelnatz schreibt parabelhafte Gelegenheitsgedichte von seinen vielen Tourneereisen, philosophische Gedankenlyrik manchmal melancholischen Grundtons mit Ratschlägen zur Lebensbewältigung (zu großen Ernst zerstört Ringelnatz jedoch durch oft überraschend unpassende komische Schlusswendungen). Diese Gedichtbände, zu denen Karl Arnold die Umschläge und Illustrationen verfertigte, hatten großen Erfolg und wurden von Kurt Tucholsky und Kurt Pinthus positiv rezensiert. Kuttel Daddeldu wird bis heute in dieser Ausgabe nachgedruckt.

### Prosa und Dramatik
Ringelnatz’ Novellenband Ein jeder lebt’s (1913) versammelt 12 Erzählungen, die in traditioneller, manchmal impressionistisch beeinflusster Sprache oft sentimentale Ausschnitte aus dem Leben verschiedener Menschen präsentieren. Die Helden sind Einsame, Sonderlinge, aus dem bürgerlichen Leben Gefallene, vor allem Träumer. Seine Sammlung von 12 Kriegsgeschichten (Die Woge, 1922) verwendet dieselbe Sprache, der Ton schwankt jedoch zwischen unreflektierter patriotischer Begeisterung bis an den Rand der Kolportage und ernüchterter Beschreibung des Kriegsgeschehens.
1924 veröffentlicht Ringelnatz zwei Bücher in radikal anderem Stil: Das eine ist ein kurzer Großstadtroman (…liner Roma…), das andere eine Sammlung von elf Grotesken (Nervosipopel), die mitunter sehr gewollt und an den Dadaismus erinnernd tradierte literarische Formen wie das Märchen grotesk und absurd verfremden. …liner Roma… arbeitet fünf Jahre vor Alfred Döblins Roman Berlin Alexanderplatz mit Montage-Technik, präsentiert die Großstadt als eigentliche Hauptperson des Buches, die die Menschen bewegt und lenkt, vermittelt das Abgehetzte und Verstörende der Metropole durch die Verweigerung eines linearen, nachzuvollziehenden Erzählflusses. Das ganze Buch ist wie der Titel ([Ber]liner Roma[ne]) nur ein Ausschnitt, da ein Ganzes nicht mehr darstellbar ist.
Ringelnatz hat fünf autobiographische Bücher verfasst. In ihnen beschreibt er betont sachlich und kunstlos, oft im Tagebuchstil und gegen sich selbst schonungslos, sein Leben und insbesondere seine Irrtümer. Das harte Leben der Matrosen wird ebenso realistisch geschildert wie der oft stumpfsinnige, undurchschaubare Alltag im Krieg.
Ringelnatz’ dramatischen Werken war kein Glück beschert. Unsicher in der Form (den Flieger hat Ringelnatz in Versen abgefasst), oft sentimental und konstruiert wurden sie fast alle von den Theatern und Verlagen abgelehnt. Alfred Kerr urteilte über Ringelnatz’ Stück Die Flasche: „Lieber Joachim Ringelnatz, eine Filmfabel zu erfinden ist nicht genug für ein Drama. Und einen Umriss bieten nicht genug für einen Film.“

### Kinderbücher

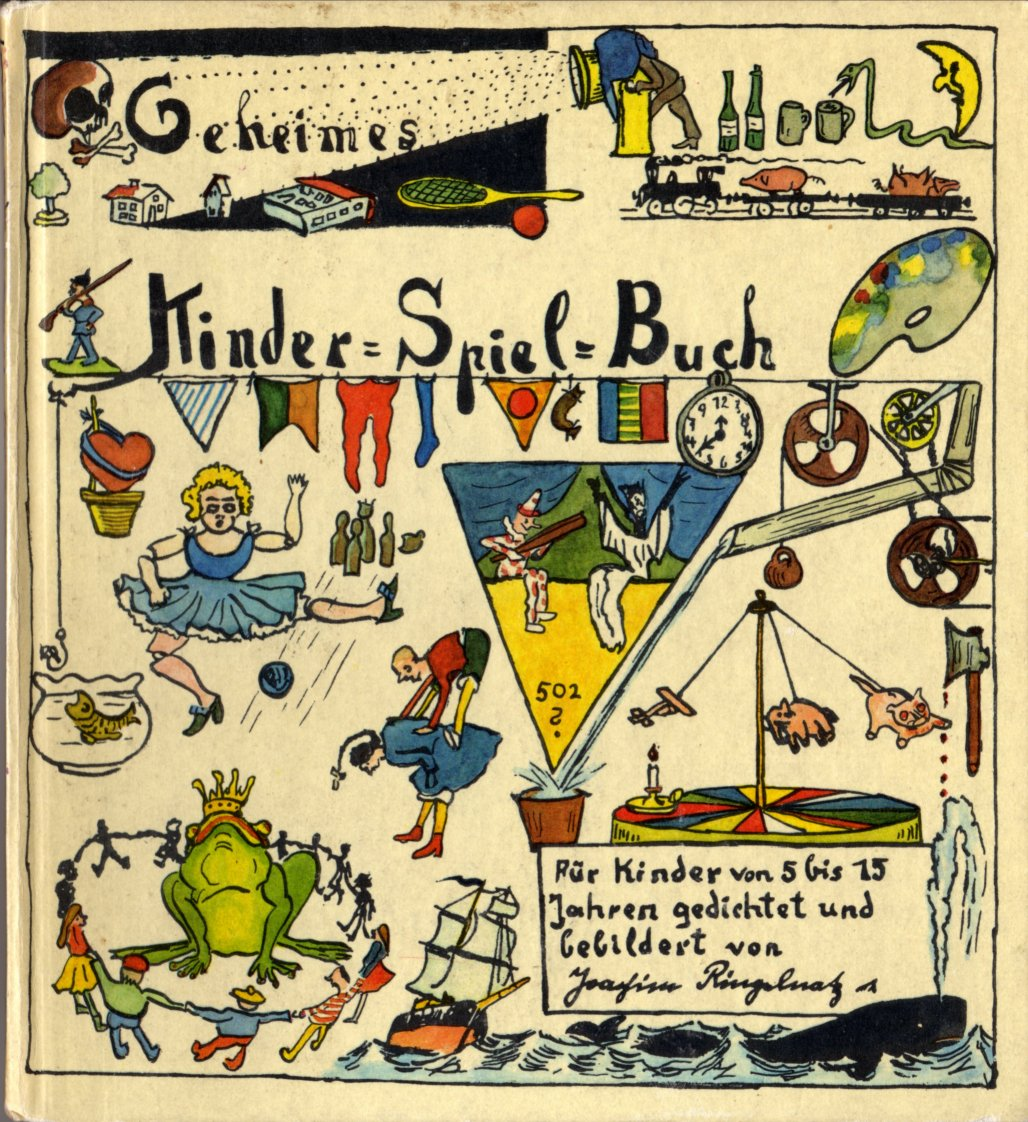
Einbandillustration von Joachim Ringelnatz zum Geheimen Kinderspielbuch

Ringelnatz, der ein großer Kinderfreund war, hat fünf Kinderbücher veröffentlicht. Die frühen sind freundliche, gereimte Fabeln und Unsinnsverse in der Tradition etwa seines Vaters. Dagegen stehen die beiden Bände Geheimes Kinder-Spiel-Buch mit vielen Bildern (1924) und Geheimes Kinder-Verwirr-Buch mit vielen Bildern (1931) einzig da in der Kinderliteratur. In Gedichtform gibt Ringelnatz den Kindern Anweisungen für völlig unpädagogische Spiele: Sie sollen Tiere quälen, die Wohnung verschmutzen und Möbel zerstören, aus Exkrementen Klöße kneten und anschließend mit dem Mund auffangen, Bomben bauen (mit Benzin und Feuer!), andere Kinder anspucken, mit Salzsäure experimentieren und die Eltern mit angeblichen psychischen Erkrankungen ängstigen. Stellen die Eltern die Kinder dann zur Rede, empfiehlt Ringelnatz Lügen und Ausreden.
Das Geheime Kinder-Verwirr-Buch ist milder, doch auch hier finden sich neben harmlosem Unsinn ungewöhnliche Verse: Ringelnatz verrät den Kindern, dass nicht der Storch die Kinder bringt, erzählt ihnen, dass Blähungen in der Badewanne Freude machen, wenn die Bläschen hochsteigen, erzählt Balladen von unheimlichen Hexenkindern und kinderfressenden Kannibalen, rät den Kindern, sich gegen Erwachsenengewalt zu wehren („Fünf Kinder genügen, / Um eine Großmama zu verhauen“) und verrät ihnen, was die Eltern im Schlafzimmer tun.
Das erste Buch war Gegenstand einer Verfügung des Polizeipräsidenten von Berlin: Da das Buch „die sittlichen Auffassungen der Kinder in einem Sinne, der als durchaus verderblich bezeichnet werden muss“, beeinflusse, habe der Verlag das Buch als für Erwachsene bestimmt zu kennzeichnen. Bis heute werden in der Germanistik die Fragen nach den Adressaten (wirklich Kinder oder doch eher Erwachsene?) und der Intention (ernstgemeinte Anarchie oder Ironie?) der Bücher kontrovers diskutiert. Das Projekt Kinderverwirrbuch 02 mit Geschichten zeitgenössischer Autoren pflegt seit September 2011 den vernünftigen Ansatz, dass Ringelnatz in satirischer Form für ein kindliches Grundrecht eintrete. Kinder würden zu einer kritischen Haltung gegenüber Verharmlosungen und Sentimentalisierungen bestimmter „Erzählungen“, Erziehungsstereotypen und veralteter Kinderliteratur befähigt. Zwar gehe die Hauptwirkung der Gedichte davon aus, dass ihre Bilder und Inhalte grotesk überzeichnet seien, dies aber seien sie so sehr, dass selbst Kinder sie nicht wörtlich nähmen.

### Nachlass
Teile des Nachlasses befinden sich im Besitz des Deutschen Literaturarchivs in Marbach am Neckar. Die private Nachlassverwaltung lag bis zum Jahre 2019 in den Händen von Norbert Gescher, dem Sohn von Leonharda Ringelnatz in zweiter Ehe. Seine Sammlung und das Archivmaterial zu dem Dichter und Maler Joachim Ringelnatz ließ Norbert Gescher im Jahre 2019 dem Joachim-Ringelnatz-Museum in Cuxhaven als Schenkung übergeben.

## Ringelnatz als bildender Künstler

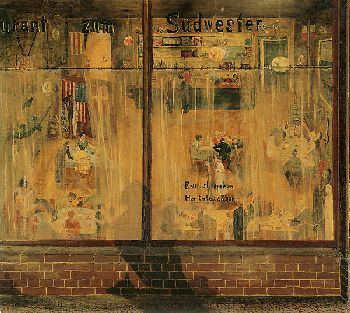
Joachim Ringelnatz: Hafenkneipe, 1933

Ringelnatz legte viel Wert auf seine Arbeit als Maler und ließ sich im Jahre 1934, nachdem die Nationalsozialisten seine Bücher verbrannt und ihm die literarische Arbeit fast unmöglich gemacht hatten, im Berliner Telefonbuch unter der Berufsbezeichnung „Kunstmaler“ aufführen. Bereits als Kind malte und zeichnete er beinahe ununterbrochen. Sein ganzes Leben lang verzierte er Briefe mit Zeichnungen und wurde schließlich von seinen Verlegern gebeten, seine Bücher mit seinen eigenen skurrilen Illustrationen zu versehen.
Seine Gemälde belegen einerseits, dass Ringelnatz kein ausgebildeter Maler war, andererseits zeigen die besten Beispiele (Nachts am Wasser, Hafenkneipe, Flucht) eine in der Tradition von Neuer Sachlichkeit und Surrealismus überzeugend präsentierte Mischung aus realistischer Darstellung und vieldeutig lesbarer, tendenziell unheimlicher Aussage.
Eine Reihe von Ringelnatz’ meist kleinformatigen Gemälden wurde als „Entartete Kunst“ aus deutschen Museen entfernt. Viele sind im Krieg verloren gegangen, die meisten gehören heute Privatleuten. Bilder von Joachim Ringelnatz kann man im Joachim-Ringelnatz-Museum Cuxhaven, im Kulturgeschichtlichen Museum Wurzen und im Kunsthaus Zürich sehen. Eine umfassende Ausstellung seiner Bilder zeigte das Zentrum für verfolgte Künste in Solingen in der Sonderausstellung „War einmal ein Bumerang. Joachim Ringelnatz – Der Maler kehrt zurück“ vom 29. April bis zum 17. Juli 2016.

## Zitate zu Joachim Ringelnatz
„Sein eigentliches künstlerisches Element war die Sprachphantastik, das erfinderische Spiel des Wortes, das er mit handwerklichem Sinn für Farbe und Kraft behandelte; das konnte lärmende Kaskaden geben, aber die besten seiner Verse soll man still und schlicht lesen, und dann schenken sie keine gedichtete Journalistik, sondern etwas sehr Altmodisches: Poesie.“

„Die Leistung seines gelebten Lebens war eigentlich größer als sein schmales Dichtwerk. Ihm gelang, was so wenigen Poeten gelingt: Er hat es verstanden, seine ganze Existenz durchweg zu stilisieren. Die Sicherheit und heimliche Melancholie, mit der er die torkelnde Poetengestalt erst schuf und dann konsequent selbst lebte, ist bei dieser erstaunlichen Erscheinung gewiss das Erstaunlichste.“

„Wo in diesem fluidalen Berufe / ohnehin jeder jeden und jede beerbt / (also alles soweit im Fluss) / wünsche ich mir für die Tage nach Ladenschluss, / nein, keinen Ordensstern, keine Ehrenschleppe, / aber dass ihr vielleicht in die unterste Stufe / der Ringelnatztreppe / meinen Namen einkerbt. / […] Hoch sollst du leben, / solange ich selbst eben noch lebe, / großer kleiner, / bis in den letzten Nervenstrich spinnwebfeiner / unübersetzbarer Mann!“

## Veröffentlichungen

### Lyrik

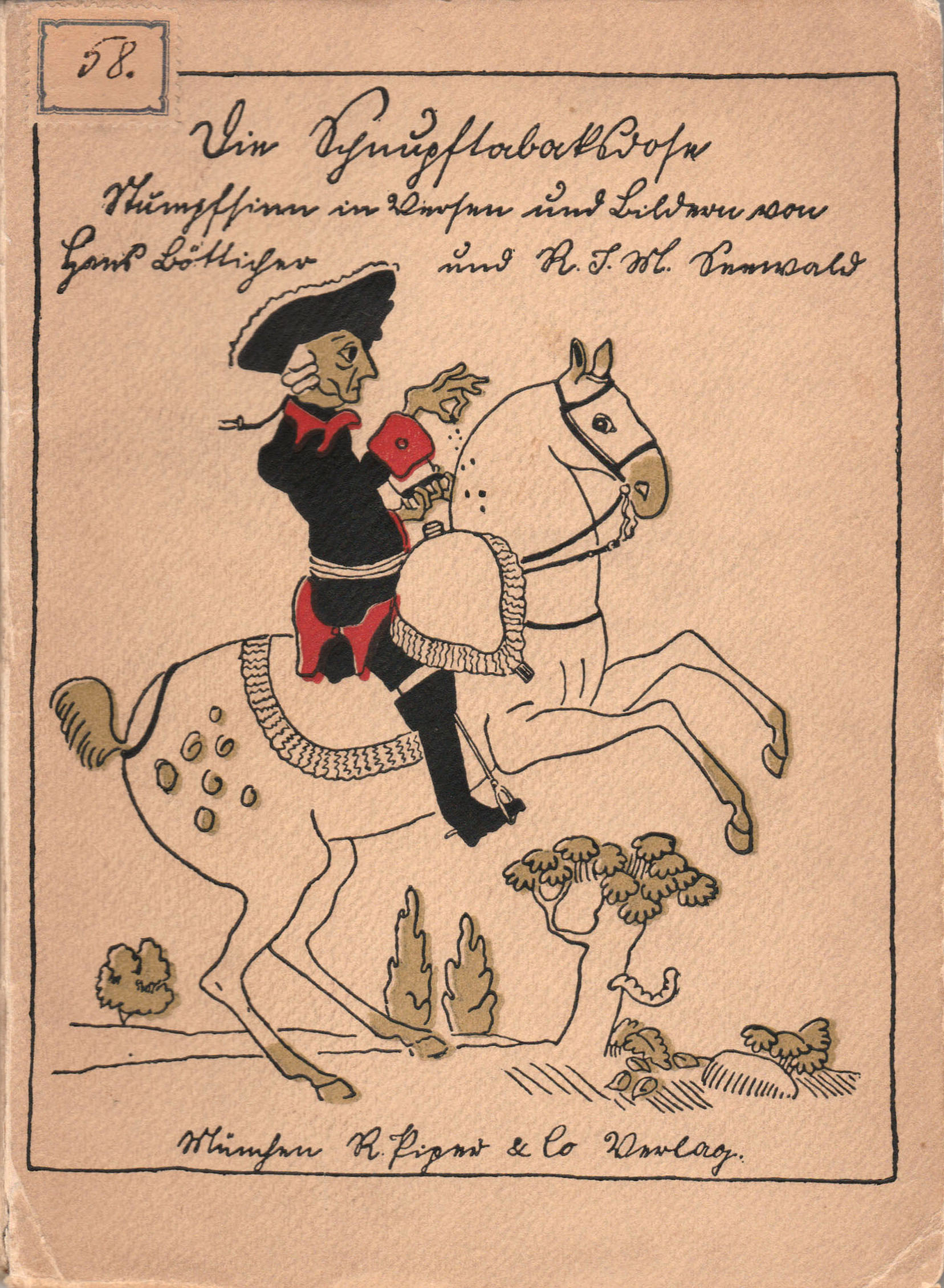
Die Schnupftabaksdose. Stumpfsinn in Versen und Bildern, Ausgabe von 1912

Gedichte, Gedichte von Einstmals und Heute, Ausgabe von 1934

- 1909: Simplicissimus-Künstler-Kneipe und Kathi Kobus.
- 1910: Gedichte
- 1912: Die Schnupftabaksdose. Stumpfsinn in Versen und Bildern. R. Piper Verlag, München.
- 1917: H.M.S.D.
- 1920: Joachim Ringelnatzens Turngedichte.
- 1920: Kuttel Daddeldu oder das schlüpfrige Leid.
- 1921: Die gebatikte Schusterpastete.
- 1922: Taschenkrümel.
- 1922: Janmaate. Topplastige Lieder.
- 1922: Fahrensleute.
- 1923: Turngedichte. (Neue Ausgabe mit Illustrationen von Karl Arnold). Kurt Wolff Verlag, München
- 1923: Kuddel Daddeldu. (Neue Ausgabe mit 25 Zeichnungen von Karl Arnold), Kurt Wolff Verlag, München
- 1923: Vorstadt-Bordell.
- 1927: Reisebriefe eines Artisten. Ernst Rowohlt Verlag, Berlin.
- 1928: Allerdings. Gedichte („Ginster gewidmet“;  Einbandzeichnung von Rudolf Grossmann). Ernst Rowohlt Verlag, Berlin.
- 1928: Einige Gedichte von Joachim Ringelnatz.
- 1929: Flugzeuggedanken. (Ernst Stettenheimer gewidmet; Einbandzeichnung von Olaf Gulbransson). Ernst Rowohlt Verlag, Berlin.
- 1931: Joachim Ringelnatz. Auslese aus seinen Gedichten und seiner Prosa.
- 1932: Gedichte dreier Jahre (M. H. Wilkens gewidmet). Rowohlt Verlag, Berlin.
- 1933: 103 Gedichte (Asta Nielsen gewidmet). Rowohlt Verlag, Berlin.
- 1934: Gedichte, Gedichte von Einstmals und Heute (Paul Wegener gewidmet). Rowohlt Verlag, Berlin.

### Prosa
- 1913: Ein jeder lebt’s. Novellen.
- 1922: Die Woge. Marine-Kriegsgeschichten.
- 1922: Weitab von Lappland.
- 1923: Kuttel Daddeldu erzählt seinen Kindern das Märchen vom Rotkäppchen und zeichnet ihnen sogar was dazu.
- 1924: …liner Roma…
- 1924: Nervosipopel. Elf Angelegenheiten.

### Dramatik
- 1921: Mannimmond. Eine einaktige Groteske.
- 1921: Bühnenstar und Mondhumor. Einaktige Groteske.
- 1927: Doktors engagieren. Operette in drei Akten.

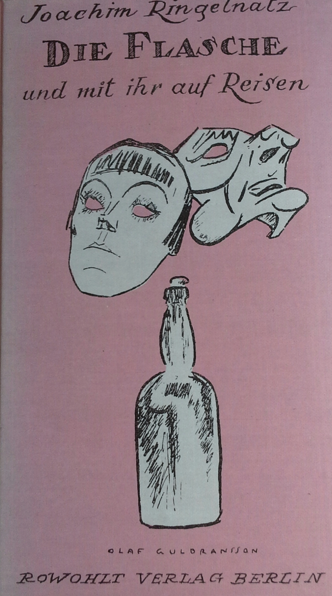
Die Flasche und mit ihr auf Reisen bei Rowohlt 1932.

- Die Flasche und mit ihr auf Reisen bei Rowohlt 1932.1932: Die Flasche und mit ihr auf Reisen. Rowohlt Verlag, Berlin.
- 1932: Briefe aus dem Himmel. Kammerspiel in drei Akten.

### Kinderbücher
- 1910: Kleine Wesen.
- 1910: Was Topf und Pfann’ erzählen kann. Ein lustiges Märchen.
- 1921: Der lehrreiche, erstaunliche und gespassige Zirkus Schnipsel! Entdeckt von Joachim Ringelnatz.
- 1924: Geheimes Kinder-Spiel-Buch mit vielen Bildern.
- 1931: Geheimes Kinder-Verwirr-Buch mit vielen Bildern.

### Autobiographische Bücher
- 1911: Was ein Schiffsjungen-Tagebuch erzählt.
- 1928: Matrosen. Erinnerungen, ein Skizzenbuch: handelt von Wasser und blauem Tuch.
- 1928: Als Mariner im Krieg.
- 1931: Mein Leben bis zum Kriege.
- 1932: Die Flasche und mit ihr auf Reisen.

### Postume Veröffentlichungen (Auswahl)
- Der Nachlass. 1935.
- „Für die Mode, nicht dagegen sei der Mensch“. Gedichte für Venus. 1936.
- In memoriam Joachim Ringelnatz. 1937.
- Betrachtungen über dicke und dünne Frauen. 1937.
- Kasperle-Verse. Mit Zeichnungen von Eugen Schmidt. Verlag Die Waage, Berlin 1939, d-nb.info
- Aus der Seemanns-Kiste. 1940.
- Überall ist Wunderland. (Illustration: Karl Staudinger). 1944.
- Tiere. 1949. Neuausgabe als Im Aquarium in Berlin. Insel Verlag, Berlin 2011 (Insel-Bücherei 1341), ISBN 978-3-458-19341-8.
- … und auf einmal steht es neben dir. Gesammelte Gedichte. 1950.
- Kunterbunte Nachrichten. Dreiundzwanzig Briefe aus Berlin. 1963.
- Muschelkalk Ringelnatz (Hrsg.): Reisebriefe an M. Henssel Verlag, Berlin 1964,[54]
- Helga Bemmann (Hrsg.): Die wilde Miß vom Ohio und andere ungewoehnliche Geschichten mit 42 Handzeichnungen von ihm selbst. Karl H. Henssel Verlag, 1977, ISBN 3-87329-095-2.
- Joachim Ringelnatz. Das Gesamtwerk in sieben Bänden. 1982–1985.
- Joachim Ringelnatz. Briefe. 1988.
- War einmal ein Bumerang. Illustrationen von Barbara Schumann. 2. Aufl. Altberliner Verlag, Berlin 1990, ISBN 3-357-00034-2.
- 12 Tonnen wiegt die Hochseekuh – Gedichte für Landratten, Seemänner, Kinder und andere Erwachsene, von Joachim Ringelnatz & Co. Illustriert von Katja Bandlow. Altberliner Verlag in der Baumhaus Buchverlag, Frankfurt/Leipzig/München 2004, ISBN 3-8339-6630-0.
- Joachim Ringelnatz. Sein Berlin mit Rum gedruckt. accurat verlag, Hans Peter Heinicke, Berlin 2005, ISBN 3-926578-45-9.
- Die Gedichte von Joachim Ringelnatz. Hrsg. von Fritz & Kathinka Eygen mit Jakob Winter. Haffmans Verlag bei Zweitausendeins, Frankfurt am Main 2005, ISBN 978-3-86150-599-0.
- Wenn du einen Schneck behauchst – Ringelnatz für Kinder. Ausgewählt von Peter Härtling, illustriert von Hans Traxler. Insel Verlag Frankfurt am Main/Leipzig 2006, ISBN 978-3-458-17315-1.
- Frank Möbus (Hrsg.): Nach Berlin, nach Berlin, nach Berlin! Verlag für Berlin-Brandenburg, 2009, ISBN 978-3-86650-370-0.
- Frank Möbus (Hrsg.): In Memoriam Joachim Ringelnatz, Neu-Ausgabe der Originalausgabe von 1937 mit Audio-CD. Verlag für Berlin-Brandenburg, 2010, ISBN 978-3-86650-371-7.
- Im Aquarium in Berlin. Illustrationen von Renée Sintenis. Insel-Verlag Band-Nr.: 1341, Berlin 2011, ISBN 978-3-458-19341-8.
- 2011 Ringelnatz zum Vergnügen. Hrsg.: Günther Baumann, Umschlagillustration: Nikolaus Heidelbach. Philipp Reclam, Stuttgart 2011, ISBN 978-3-15-018804-0.
- Reklame. Petits Fours by Collection Büchergilde, illustriert von Katja Spitzer. Büchergilde Gutenberg, Frankfurt am Main/Wien/Zürich 2012, ISBN 978-3-86406-018-2.
- Ringelnatz für Boshafte. 1. Auflage, neue Ausgabe. Insel Verlag, Berlin 2013, ISBN 978-3-458-73548-9.
- Auch die besessensten Vegetarier beißen nicht gern ins Gras – Aphorismen und Zitate. Mit Illustrationen von Harald Larisch. Steffen Verlag, edition federchen, Berlin 2013, ISBN 978-3-941683-40-2.
- Das große Lesebuch – Joachim Ringelnatz. Hrsg.: Mirjam Neusius. Fischer Taschenbuch Verlag, Frankfurt am Main 2013, ISBN 978-3-596-51271-3.
- Ich bin so knallvergnügt erwacht – Die besten Gedichte. marixverlag, Wiesbaden, 10. Aufl. 2015, ISBN 978-3-86539-274-9.
- In Weihnachtsstimmung mit Joachim Ringelnatz. Hrsg.: Aleksia Sidney. Hoffmann und Campe Verlag, 2. Auflage, Hamburg 2015, ISBN 978-3-455-37026-3.
- Wie ich mich auf dich freue – Liebesgedichte. 2. Aufl. marixverlag Wiesbaden 2015, ISBN 978-3-7374-0955-1.
- Weihnachten mit Joachim Ringelnatz. Umschlagsabb. von Hans Traxler. Insel Taschenbuch 4405, Insel Verlag Berlin 2015, ISBN 978-3-458-36105-3.
- Ach wie schön, dass du geboren bist. Coppenrath Verlag, Münster 2016, ISBN 978-3-649-62257-4.
- Wie ein Spatz am Alexanderplatz. Be.bra verlag, Berlin 2017, ISBN 978-3-89809-141-1.
- Freude soll dauern ein Leben lang – Joachim Ringelnatz zum Glücklichsein. Coppenrath Verlag, Münster 2018, ISBN 978-3-649-63019-7.
- Kinder Verwirr-Buch und Geheimes Kinder-Spiel-Buch. Neuausgabe in einem Band vereinigt. Nikol Verlagsgesellschaft, Hamburg 2018, ISBN 978-3-86820-450-6.
- Mein richtiges Herz. Das ist anderwärts! Gedichte für die Hosentasche, die schönsten Gedichte von Joachim Ringelnatz, zusammengestellt von Frank Suchland. ContraPunkt, Bückeburg 2018, ISBN 978-3-96111-398-9
- Joachim Ringelnatz – Feliks Büttner. Hinstorff Verlag, Rostock 2018, ISBN 978-3-356-02218-6.
- Joachim Ringelnatz:  Wer hört ein Stäubchen lachen, Nikol Verlagsgesellschaft, Hamburg 2019, ISBN  978-3-86820-540-4.
- Glückwunsch. Mit Bildern von Gerhard Glück. Lappan Verlag, Oldenburg/Hamburg 2020, ISBN 978-3-8303-6363-7.
- Jeder summt sein Sümmchen Gedichte. Reclam Verlag, Ditzingen 2020, ISBN 978-3-15-020601-0.
- Ein Weihnachtsabend mit Joachim Ringelnatz. Reclam Verlag, Ditzingen 2021, ISBN 978-3-15-014209-7.
- Der Nasenkönig – Mit Radierungen von Erhard Dietl. Favoritenpresse, Berlin 2022, Verlagsagentur Bodo von Hodenberg, ISBN 978-3-96849-045-8.

### Hörbücher
- Ich hatte leider Zeit. Gedichte von Joachim Ringelnatz. Sprecher: Harry Rowohlt, 1 CD. Kein & Aber Records, Eichborn, Frankfurt am Main 2001, ISBN 3-0369-1101-4.
- Weihnachten mit Kuttel Daddeldu. Sprecher: Otto Sander. CD. Patmos Hörbuch, Düsseldorf 2002, ISBN 3-491-91119-2.
- Ich bin etwas schief ins Leben gebaut. Sprecher: Otto Sander. CD. Patmos Hörbuch, Düsseldorf 2004, ISBN 3-491-91173-7.
- Warten auf den Bumerang – 77 Gedichte. Sprecher: Robert Gernhardt. CD. Universal Music 2005, ISBN 3-8291-1543-1 (nach dem Insel-Buch 1264)
- Durch das Schlüsselloch … Erzählungen. Sprecher: Otto Sander. CD. Patmos Hörbuch, Düsseldorf 2005, ISBN 3-491-91173-7.
- Ritze, Rotze, Ringelratz. Ausgesprochene Frechheiten. Mit Otto Sander. CD. Patmos Hörbuch, Düsseldorf 2005, ISBN 3-491-24108-1.
- Kuttel Daddeldu Gedichte und mehr – Joachim Ringelnatz. Sprecher: Alexis Krüger. CD. Hör-Gut Verlag, Hamburg 2007, ISBN 978-3-938230-13-8.
- Das Herz sitzt über dem Popo. Liebesgedichte. Sprecher: Otto Sander. CD. Patmos Hörbuch, Düsseldorf 2007, ISBN 978-3-491-91242-7.
- Ringelnatz für Kinder: Wenn du einen Schneck behauchst. Vorgestellt und gelesen von Peter Härtling und Walter Renneisen. HR2 Kultur, Der Hörverlag München 2008, ISBN 978-3-86717-020-8.
- In Liebe Muschelkalk. Sprecher: Norbert Gescher-Ringelnatz. 2 CDs. undobArt[55] Hörbuch, Berlin/Frankfurt am Main 2008
- Nein ernst, als ob das komisch wär … – Kabarettistisches um, über und mit Joachim Ringelnatz, gelesen von Michael Quast und Moritz Stoepel mit O-Tönen von Joachim Ringelnatz. SR/hoerbuchedition words & music, 2009, ISBN 978-3-9813027-0-7.
- Wie seine eigne Spucke schmeckt, das weiss man nicht. Texte von Joachim Ringelnatz. Sprecher: Harry Rowohlt und Christian Maintz. 2 CDs. Kein & Aber Records, Zürich 2010, ISBN 978-3-0369-1262-2
- Ein Schmatz vom Ringelnatz. Gelesen von Hannelore Elsner, Sissi Perlinger, Mariele Millowitsch, Otto Sander, Sebastian Koch, Walter Sittler. C + P Herder Audio im Verlag Herder, Freiburg im Breisgau 2012, ISBN 978-3-451-31990-7.
- Verzeihen Sie wenn ich störe... 25 Gedichte von Joachim Ringelnatz, gesprochen von Katharina Thalbach. Audiobuch Verlag, Freiburg i. Br. 2013, ISBN 978-3-89964-473-9.
- Ringelnatz – Ein liederlicher Unterhaltungsabend. Mit Wolfram Berger und Jürg Kienberger. Tudor 2014. Hotel Waldhaus, Sils-Maria, ISBN 978-3-03776-516-6, EAN 7619911083434
- Joachim Ringelnatz – Skurriles, Makabres, Nachdenkliches. Rezitiert von Jürgen Goslar. ZYX Music, Merenberg 2016, ISBN 978-3-95995-080-0
- …liner Roma…, mit einem Booklettext von Nora Gomringer. Produktion: rbb Kulturradio 2015, Verlagsgruppe Random House, der Hörverlag München 2016, ISBN 978-3-8445-2092-7.
- Nervosipopel – Elf Angelegenheiten Gelesen von Robert Meier (ungekürzte Lesung). hoerbuchedition words & music, 2018, EAN 4057664397386.
- Rolf Becker (Sprecher), Frank Fröhlich (Gitarrist): Ich bin so knallvergnügt erwacht – Ein Ringelnatz Hörvergnügen. Goldmund Hörbücher, 2019, ISBN 978-3-939669-31-9.

### Vertonungen
- Gigi Pfundmair (Gesang) und Georg Schwenk (Akkordeon): Frivol und fromm in einem Satz kurzum, wir singen Ringelnatz. Bogner Records, Rottach-Egern 2013, CD 14735, LC 08947.

### Digitale Gesamtausgabe seiner Werke
- Joachim Ringelnatz: Das Gesamtwerk (= Digitale Bibliothek. Band 121). Hrsg. von Walter Pape. Lizenzausgabe mit Genehmigung des Diogenes Verlags, Zürich. Directmedia Publishing, Berlin 2005, ISBN 3-89853-521-5.

## Ausstellungskataloge
- Die Frauen um Ringelnatz – Zum 130. Geburtstag des Künstlers, Katalog zur Ausstellung, Hrsg. Stadt Wurzen/Kulturbetrieb/Museum: Sabine Jung, Kulturhistorisches Museum Wurzen 2013, ISBN 978-3-95488-702-6.
- Joachim Ringelnatz – Feliks Büttner, Ausstellungskatalog des Joachim Ringelnatz Vereins Wurzen, Hinstorff Verlag GmbH, Rostock 2018, ISBN 978-3-356-02218-6